# Max Planck

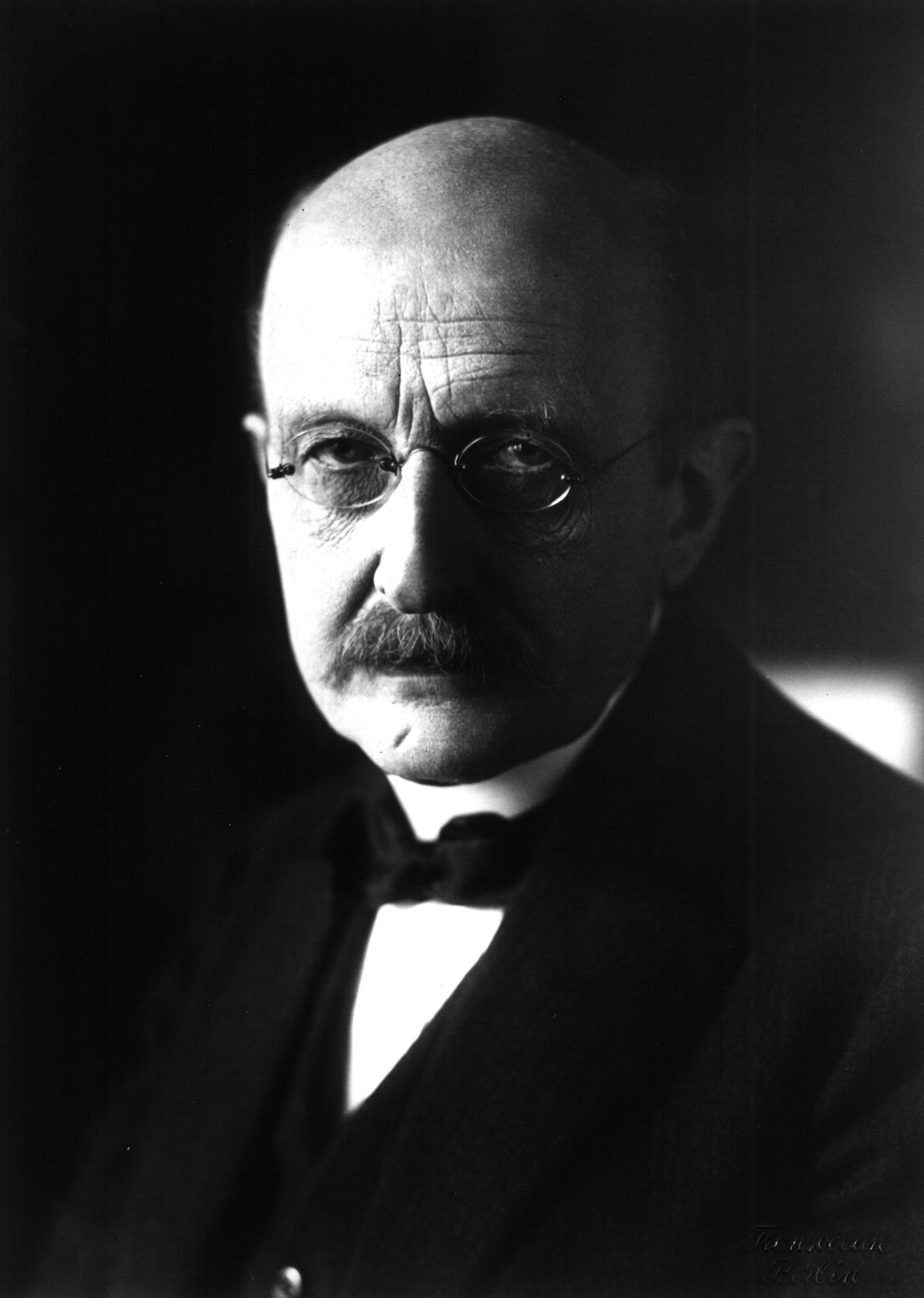
Max Planck um 1930

Max Karl Ernst Ludwig Planck (* 23. April 1858 in Kiel, Herzogtum Holstein; † 4. Oktober 1947 in Göttingen, Niedersachsen) war ein deutscher Physiker auf dem Gebiet der theoretischen Physik. Er gilt als Begründer der Quantenphysik. Für die Entdeckung einer später nach ihm benannten Konstanten in einer physikalischen Grundgleichung, des Planckschen Wirkungsquantums, erhielt er 1919 den Nobelpreis für Physik des Jahres 1918.
Nach dem Studium in München und Berlin folgte Planck 1885 zunächst einem Ruf nach Kiel; 1889 wechselte er nach Berlin. Dort beschäftigte sich Planck mit der Strahlung Schwarzer Körper und konnte 1900 eine Formel – die später nach ihm benannte Plancksche Strahlungsformel – präsentieren, die diese Strahlung erstmals korrekt beschrieb. Damit legte er den Grundstein für die moderne Quantenphysik.

## Leben

### Geburt und Herkunft

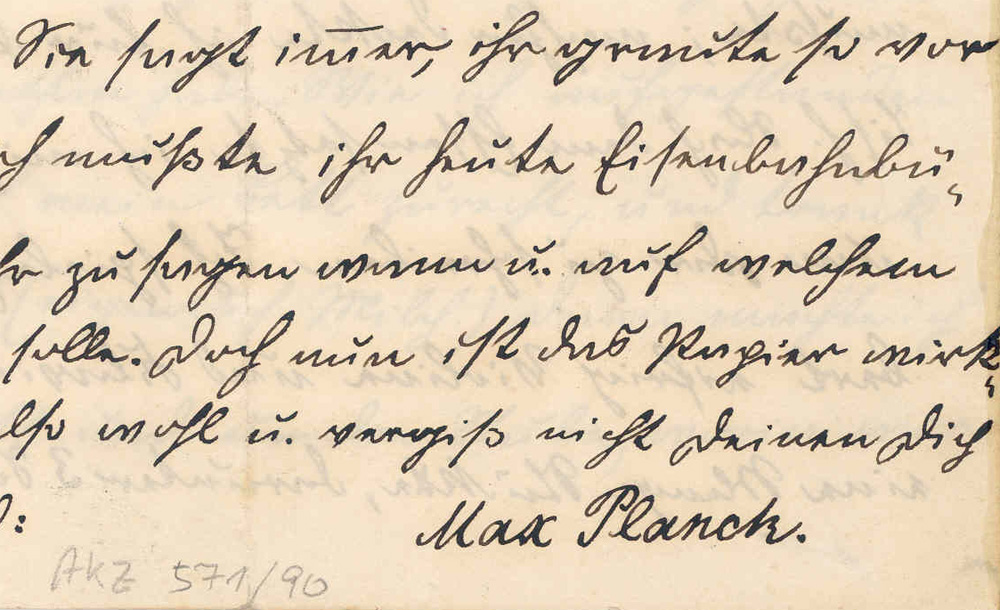
Brief mit Unterschrift des zehnjährigen Max Planck

Max Planck wurde am 23. April 1858 als sechstes Kind von Wilhelm von Planck (1817–1900) und dessen zweiter Ehefrau Emma geb. Patzig (1821–1914) geboren und erhielt ausweislich der handschriftlichen Eintragung im Kirchenbuch der St.-Nikolai-Gemeinde in Kiel ursprünglich den Vornamen Marx. Es ist nicht klar, ob es sich dabei um ein Versehen handelt, Planck führte jedoch zeit seines Lebens den Namen Max. Er hatte vier Geschwister (Hermann, Hildegard, Adalbert und Otto) und aus der ersten Ehe des Vaters zwei Halbgeschwister (Hugo und Emma).
Plancks Vater Wilhelm von Planck stammte aus einer traditionsreichen Gelehrtenfamilie. Plancks Ururgroßvater Georg Jakob Planck (1726–1791) war Stadt- und Amtsschreiber in Nürtingen, sein Urgroßvater Gottlieb Jakob Planck (1751–1833) und sein Großvater Heinrich Ludwig Planck (1785–1831) waren beide Theologieprofessoren in Göttingen. Wilhelm von Planck selbst war zur Zeit von Max Plancks Geburt Juraprofessor in Kiel, zuvor hatte er in Basel und Greifswald gelehrt. Sein Cousin Gottlieb Planck (1824–1910) war ebenfalls Jurist und lehrte in Göttingen, er war einer der Verfasser des Bürgerlichen Gesetzbuchs. Wilhelms Mutter, Johanne Wagemann, stammte aus einer angesehenen Pastorenfamilie in Norddeutschland. Ihr Vater war der Theologe Gottfried Wilhelm Wagemann.
Plancks Mutter Emma stammte aus Greifswald, wo ihr Vater Rechnungsrat in der Provinzialbehörde war. In ihrer Familie dominierten Staats- und Verwaltungsbeamte sowie Pfarrer. Emma Planck wurde stets ein „lebhaftes Temperament“ zugeschrieben, auch nach dem Tod ihres Mannes verkehrte sie in den akademischen Kreisen Münchens, wo sie sehr beliebt war. Max Planck blieb ihr bis zu ihrem Tod am 4. August 1914 eng verbunden. Durch die erste Ehe von Emma Planck mit Rudolf Schirmer war Planck auch mit der Familie Peiper verwandt und war u. a. Patenonkel von Hans-Jürgen Peiper.

### 1867–1874: Schulzeit in München

Max Planck als Schüler (1874)

Max Planck verbrachte die ersten Jahre seines Lebens in Kiel, bis die Familie 1867 nach München umzog, wohin der Vater einen Ruf auf den Lehrstuhl für Zivilprozessrecht erhalten hatte. Dort besuchte Planck, der zuvor Schüler der Sexta der Kieler Gelehrtenschule war, ab dem 14. Mai 1867 die erste Lateinklasse des Maximiliansgymnasiums. Der vielseitig begabte Planck war ein guter, jedoch kein herausragender Schüler und galt als Liebling der Lehrer; diese bescheinigten ihm, „bei aller Kindlichkeit ein sehr klarer, logischer Kopf“ zu sein.
Auch wenn es am Maximiliansgymnasium keinen naturwissenschaftlichen Unterricht gab, kam Planck hier erstmals mit der Physik in Berührung. Sein Mathematiklehrer Hermann Müller, den Planck rückblickend als „mitten im Leben stehenden, scharfsinnigen und witzigen Mann“ beschrieb, vermittelte den Schülern die Grundlagen der Astronomie und Mechanik, die zum Stoff der Abiturklasse in seinem Fach gehörten. Als besonders prägend behielt Planck das vom Lehrer durch ein „drastisches“ und anschauliches Beispiel eingeführte Prinzip der Energieerhaltung in Erinnerung. Er habe dieses für ihn „erste [...
] Gesetz, das unabhängig vom Menschen eine absolute Geltung besitzt, […] wie eine Heilsbotschaft […]“ aufgenommen.
Unter Plancks Mitschülern am Maximiliansgymnasium waren unter anderem der spätere Gründer des Deutschen Museums, Oskar Miller, sowie Walther von Dyck, der als Mathematiker und Wissenschaftsmanager bekannt wurde. Weiterhin besuchten die Kinder vieler wohlhabender und angesehener Familien die Schule, darunter der Sohn des Schriftstellers Paul Heyse sowie Plancks zukünftiger Schwager Karl Merck, Sohn des Bankiers Heinrich Johann Merck.
Im Sommer 1874 bestand Planck mit 16 Jahren das Abitur als Viertbester seines Jahrgangs. Die nun anstehende Wahl des Studienfachs fiel ihm nicht leicht, zunächst schwankte er zwischen Naturwissenschaften, der Altphilologie und einem Musikstudium. Planck, der über ein absolutes Gehör verfügte, spielte Klavier und Cello und begleitete regelmäßig Gottesdienste an der Orgel. Er war zudem ein hervorragender Sänger und war als Knabensopran Mitglied im Schul- und Kirchenchor. Zudem dirigierte und komponierte er Lieder für kleine Theaterstücke und die Hausmusik, die damals für das Bildungsbürgertum eine übliche Freizeitbeschäftigung waren. Als Student komponierte er später sogar eine Operette mit dem Titel Die Liebe im Walde, die jedoch nicht erhalten ist.
Auf der Suche nach einem Studienfach erwog Planck also zunächst, Musik zu studieren, sah darin aber keine Berufsperspektive und entschied sich für die Physik. Der Münchner Physikprofessor Philipp von Jolly, bei dem Planck sich 1874 nach den Aussichten erkundigte, kommentierte Plancks Interesse an der Physik mit der Bemerkung, dass „in dieser Wissenschaft schon fast alles erforscht sei, und es gelte, nur noch einige unbedeutende Lücken zu schließen“ – eine Ansicht, die zu dieser Zeit von vielen Physikern vertreten wurde.

### 1874–1879: Studium in München und Berlin

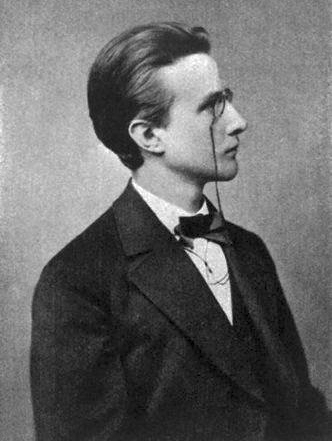
Planck als Student in Berlin (1878)

Zum Wintersemester 1874 immatrikulierte sich Planck an der Ludwig-Maximilians-Universität München für das Studium der Mathematik und der Naturwissenschaften. Dort wurde Philipp von Jolly, der laut Zeitgenossen „ein bewundernswerter Dozent von unübertrefflicher Klarheit und Eleganz der Darstellung“ war, zu seinem akademischen Lehrer. Weitere Physikvorlesungen hörte Planck bei Wilhelm Beetz, seine Lehrer in Mathematik waren Philipp Ludwig von Seidel und Gustav Bauer, dessen mathematisches Kolleg ihn „innerlich befriedigte und anregte“.
Bei von Jolly, der zu dieser Zeit wenig erfolgreich versuchte, experimentell die Erdbeschleunigung zu bestimmen, lernte Planck die Schwierigkeiten physikalischer Forschung kennen. In dieser Zeit unternahm Planck die einzigen selbstständigen Experimente seiner gesamten wissenschaftlichen Laufbahn, als er untersuchte, ob die von den theoretischen Physikern angenommenen „halbdurchlässigen Wände“ tatsächlich existierten. Dazu beschäftigte er sich mit der Diffusion von Wasserstoff durch erhitztes Platin, das in dieser Konstellation tatsächlich halbdurchlässig ist. Diese Erkenntnis wurde später für Versuche in Physik und Chemie aufgegriffen.
Im Akademischen Gesangverein AGV München, dem er, wie zuvor schon seine Brüder, angehörte, lernte Planck den zwei Jahre älteren Carl Runge (1856–1927) kennen, der ebenfalls Mathematik und Physik studierte und in der Folge als Mathematiker bekannt wurde. Planck unternahm im Frühjahr 1877 zusammen mit zwei Freunden eine Wanderung nach Italien, zu der Runge später hinzustieß. Plancks Biografen bewerten diese Reise, bei der es zu vielen, zumeist philosophischen Diskussionen kam, als wichtiges Ereignis in Plancks später Jugend. Besonders Runge, „der den Mut zu kühnen Gedankenausflügen hatte, […] [schreckte] seinen Kommilitonen Planck mit der damals aufrührerisch neuen Frage [auf], ob es nicht sein könnte, dass die christliche Kirche mehr Schaden als Nutzen für die Menschen und die Welt gebracht habe.“ (Fischer: Der Physiker) Für Planck, der aus einer traditionsgebundenen Familie stammte, waren dies völlig neue Gedanken.
Zum Wintersemester 1877 wechselte Planck gemeinsam mit Runge für ein Jahr nach Berlin und studierte dort an der Friedrich-Wilhelms-Universität bei den berühmten Physikern Gustav Kirchhoff und Hermann von Helmholtz, den er bereits in München kennengelernt hatte. Von den Vorlesungen der von ihm bewunderten Wissenschaftler war Planck jedoch bald enttäuscht und schrieb rückblickend: „[Helmholtz war] nie richtig vorbereitet, er sprach immer nur stockend, […] außerdem verrechnete er sich beständig […] und wir hatten das Gefühl, dass er sich selber bei diesem Vortrag mindestens ebenso langweilte wie wir.“ Kirchhoff dagegen hielt zwar ausführlich vorbereitete und ausformulierte Vorlesungen, Planck empfand diese jedoch als „trocken und eintönig.“ Daher bildete sich Planck, der in Berlin auch den Mathematiker Karl Weierstraß hörte, hauptsächlich im Selbststudium aus den Schriften von Rudolf Clausius, der sich mit der Wärmetheorie beschäftigt hatte, die in der Folge auch Plancks Arbeitsgebiet wurde. Clausius hatte erstmals die ersten beiden Hauptsätze der Thermodynamik formuliert, wobei Planck den ersten bereits aus seiner Schulzeit als „Prinzip von der Erhaltung der Energie“ kannte. Den zweiten Hauptsatz wählte Planck zum Thema seiner Dissertation.
Im Oktober 1878 legte Planck, nun wieder zurück in München, das „Staatsexamen für das Lehramt an höheren Schulen“ in den Fächern Mathematik und Physik ab. Dies war zu dieser Zeit für die meisten Physikstudenten das angestrebte Studienziel, da nur der Beruf des Lehrers eine geregelte Anstellung versprach. Planck entschied sich hingegen, der Tradition seiner Familie folgend, für eine Universitätslaufbahn und war lediglich Ende 1878 für kurze Zeit an seiner ehemaligen Schule als Vertretungskraft tätig. Am 12. Februar 1879 reichte er seine Dissertation Über den zweiten Hauptsatz der mechanischen Wärmetheorie ein, in der er laut den Gutachtern „weit mehr geleistet [hat], als gemeinhin von einer Inauguraldissertation verlangt wird.“ Besonders hervorgehoben wurden seine selbstständige Bearbeitung des ebenso eigenständig gewählten Themas sowie seine Sachkenntnis. Auch die mündliche Prüfung am 30. Mai des Jahres bestand Planck mit Bravour. Die Kommission, bestehend aus von Jolly (Physik), Bauer (Mathematik) und Adolf von Baeyer (Chemie), verlieh ihm die Note I mit der Auszeichnung summa cum laude. Auch die damals zur Promotion nötige schriftliche Prüfung in verschiedenen Teilgebieten der Physik bereitete Planck keine Schwierigkeiten, so dass er am 28. Juni 1879 nach einem öffentlichen Vortrag über Die Entwicklung des Begriffs der Wärme und anschließender allgemeiner Diskussion promoviert wurde.

### 1880–1885: Privatdozent in München

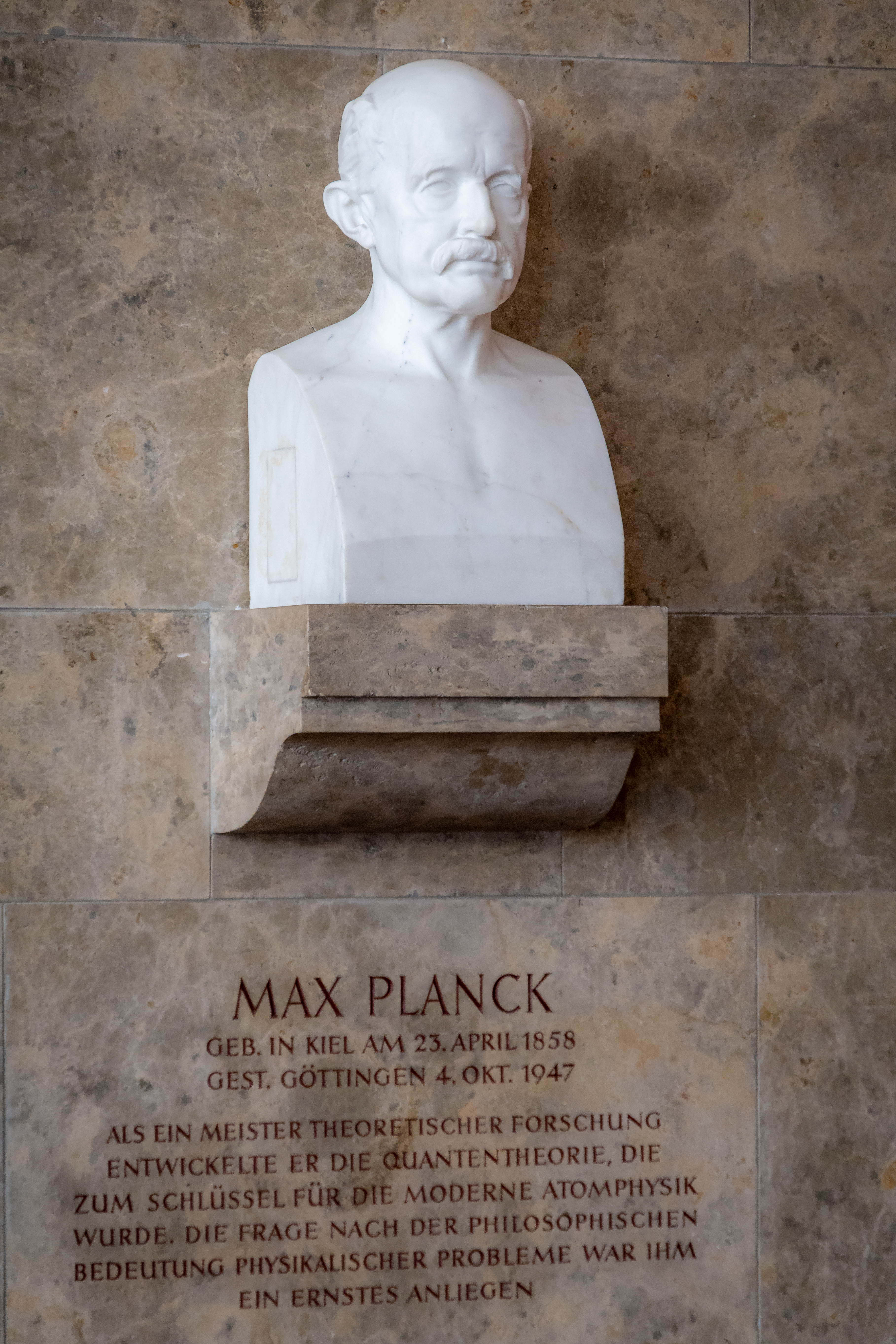
Büste von Max Planck im Deutschen Museum in München

Bereits 1880 legte Planck seine Habilitationsschrift über Gleichgewichtszustände isotroper Körper in verschiedenen Temperaturen vor, in der er die allgemeinen Erkenntnisse aus seiner Dissertation zur Lösung verschiedener physikochemischer Probleme verwendete. Nach einer öffentlichen Probevorlesung Über die Prinzipien der mechanischen Gastheorie mit anschließender Diskussion wurde Planck am 14. Juni 1880 habilitiert. Mit gerade einmal 22 Jahren war er nun Hochschullehrer und wurde als Privatdozent an die Münchener Universität berufen.
Dort hielt er – unbesoldet und weiterhin bei den Eltern lebend – ab dem Wintersemester 1880 seine erste Vorlesung zu analytischer Mechanik und erweiterte diese Veranstaltung in den folgenden Jahren zu einem Zyklus, der alle wichtigen Teilgebiete der Physik aus theoretischer Sicht behandelte. Gleichzeitig versuchte er, sich auch als Wissenschaftler einen Namen zu machen, um bald den Ruf auf eine Professur zu erhalten. 1883 erhielt er einen ebensolchen von der Forstakademie Aschaffenburg, lehnte die Berufung aber nach einer Beratung mit Helmholtz ab, da er darin keine wissenschaftliche Perspektive sah. Planck, der zu dieser Zeit bereits mit Marie Merck verlobt war, verspürte einen immer stärker werdenden „Drang nach Selbstständigkeit“ und war mit seiner Lage, besonders der Abhängigkeit vom Unterhalt seines Vaters, unzufrieden.
In der Fachwelt wurde Planck während dieser Zeit kaum beachtet, weder seine Dissertation noch die Habilitationsschrift erfuhren Aufmerksamkeit. Dennoch setzte Planck seine Forschungsarbeit auf dem Gebiet der Wärmelehre fort und widmete sich während seiner Zeit in München der Entropie. Dazu untersuchte er Aggregatzustandsänderungen, Gasgemische und Lösungen.

### 1885–1889: Professor in Kiel, Heirat mit Marie Merck

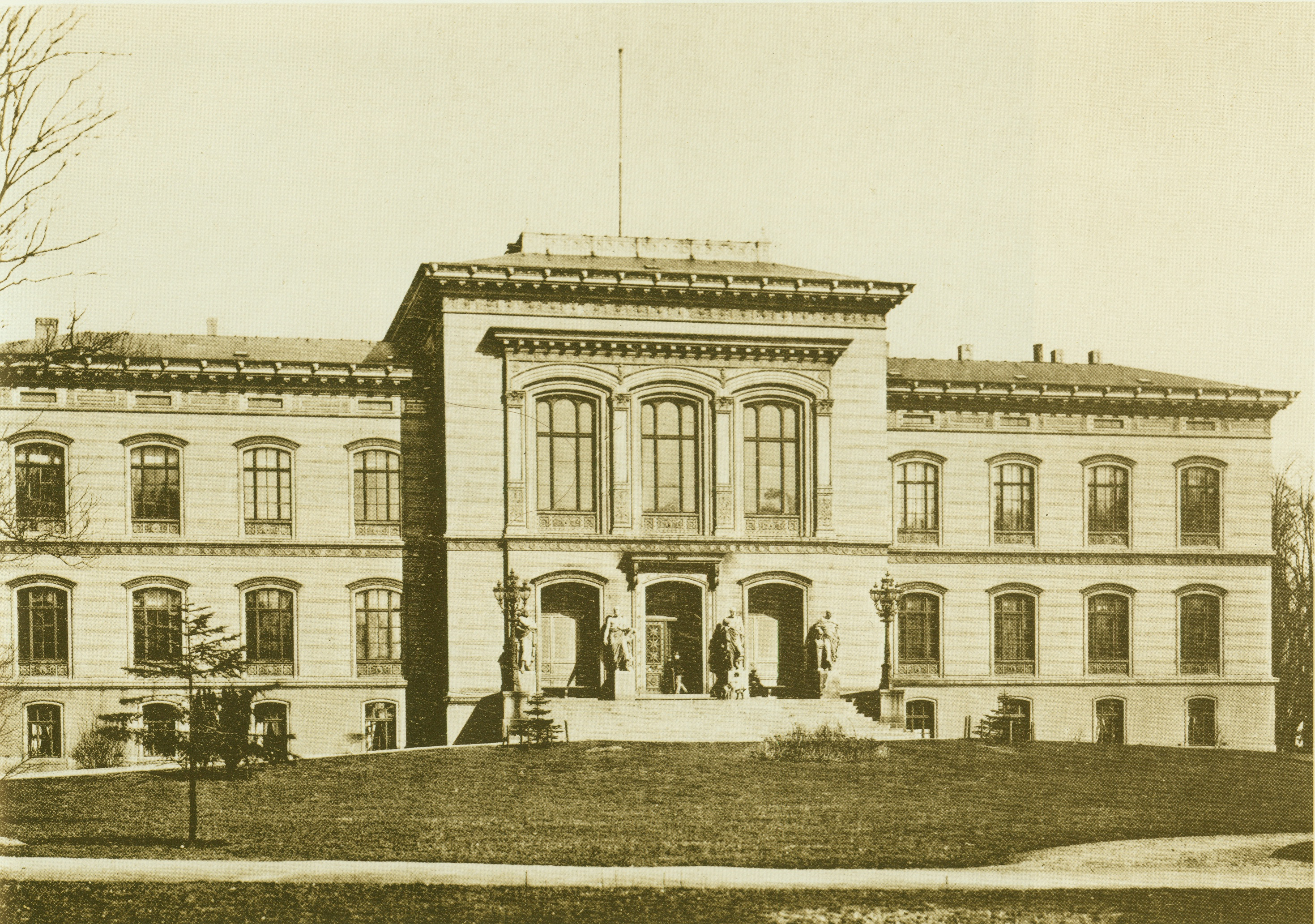
Hauptgebäude der Universität Kiel (1893)

Im April 1885 berief die Christian-Albrechts-Universität zu Kiel Planck als Extraordinarius für Theoretische Physik. Bereits seit 1883 hatte sich die recht kleine Universität bemüht, eine solche Stelle einzurichten, und hatte zunächst auf Berliner Empfehlung Heinrich Hertz als Privatdozent angestellt. Da sich die Einrichtung der Professur jedoch verzögerte, nahm dieser 1884 einen Ruf der TH Karlsruhe an. Bei der anschließenden Suche der Kieler Fakultät nach einem Nachfolger fiel die Wahl schnell auf Planck, da dieser „unter den jüngsten Docenten der theoretischen Physik die längste und erfolgreichste Tätigkeit aufzuweisen“ hatte.
Nach kurzen Verhandlungen, bei denen ihm die guten Beziehungen seines Vaters nach Kiel zugutekamen, wurde Planck am 2. Mai 1885 in Kiel zum Professor ernannt. Obwohl es in Kiel nur wenige Studenten seines Faches gab, konnte er hier seine Reputation als Physiker bestätigen und ausbauen. Planck, der nun über ein Jahresgehalt von 2000 Mark nebst Wohnungsgeldzuschuss und Kolleggeldern der Studenten verfügte, stand jetzt wirtschaftlich auf eigenen Füßen und konnte, nachdem er sich im Sommer 1886 mit ihr verlobt hatte, am 31. März 1887 seine langjährige Freundin Marie Merck (1861–1909) heiraten. Am 9. März 1888 kam ihr erster Sohn Karl (1888–1916) zur Welt, im April 1889 folgten die Zwillingstöchter Emma (1889–1919) und Grete (1889–1917), im Jahr 1893 der zweite Sohn Erwin (1893–1945), der später Staatssekretär in der Reichskanzlei wurde und zu den ermordeten Attentätern vom 20. Juli 1944 zählt.
Während seiner Zeit in Kiel beteiligte sich Planck an einem 1884 von der philosophischen Fakultät der Universität Göttingen für das Jahr 1887 ausgeschriebenen Wettbewerb „Über das Wesen der Energie“. Für seine Monografie Das Princip der Erhaltung der Energie wurde ihm der zweite Preis zuerkannt, und da der erste Preis nicht vergeben wurde, ging Planck damit inoffiziell als Sieger aus dem Wettbewerb hervor. Die Jury hob besonders „die methodische Denkart, die gründlich mathematisch-physikalische Bildung des Verfassers [und] die Besonnenheit seines Urteils“ hervor. Vermutlich blieb ihm der erste Preis deshalb versagt, weil er in seiner Abhandlung der Arbeit von Helmholtz den Vorzug gegenüber der des Göttinger Professors Wilhelm Eduard Weber gab. Zwischen beiden Physikern gab es zu dieser Zeit einen heftigen wissenschaftlichen Streit.
Planck legte sich in Kiel endgültig auf die theoretische Physik als Fachgebiet fest, was für die damalige Zeit zunächst eine ungewöhnliche Entscheidung war. In Deutschland gab es nur zwei Lehrstühle für diese Richtung der Physik, die von den dominierenden Experimentalphysikern als notwendiges Übel begriffen oder lediglich als Hilfswissenschaft für ihre Forschungen gesehen wurde.

### Ab 1889: Professor in Berlin

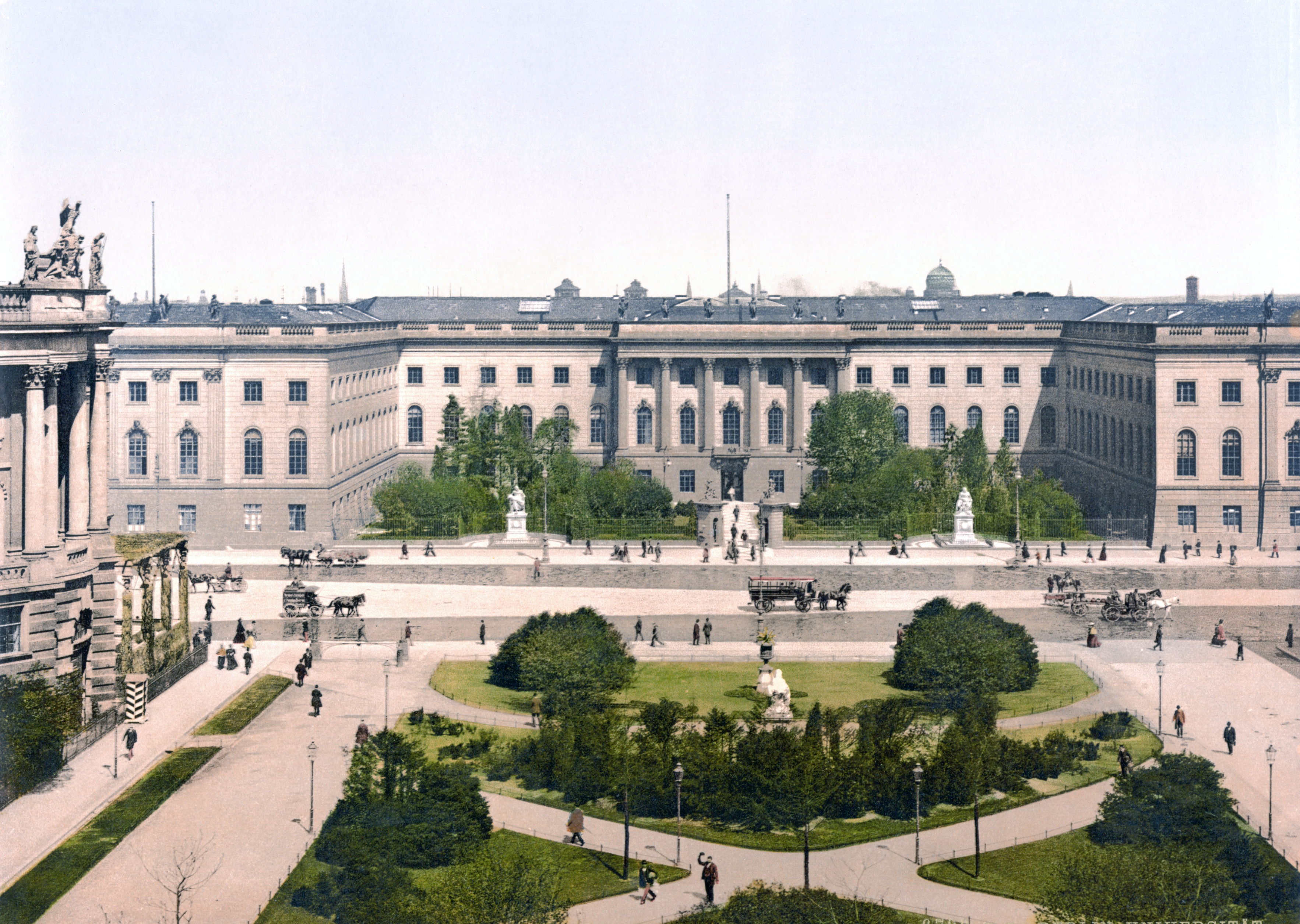
Hauptgebäude der Berliner Universität (um 1900)

Im April 1889 wurde Planck an die Friedrich-Wilhelms-Universität nach Berlin berufen. Dort wurde er Nachfolger des im Oktober 1887 überraschend verstorbenen Gustav Kirchhoff. Ursprünglich hatte die Philosophische Fakultät, zu der zu dieser Zeit der Lehrstuhl für Physik gehörte, versucht, den 44-jährigen Ludwig Boltzmann aus Graz zu gewinnen. Boltzmann war einer der führenden theoretischen Physiker dieser Zeit und entsprach damit dem Anforderungsprofil der Fakultät, die nach „Autoritäten im kräftigen Mannesalter“ suchte. Als dieser Plan scheiterte, schlug die Berufungskommission im November 1888 Heinrich Hertz und Planck als mögliche Kandidaten vor. Da Hertz seine Position in Karlsruhe nicht verlassen wollte, erhielt schließlich Planck den Ruf. Zunächst war Planck nur Extraordinarius – man war sich seitens der Universität unsicher, ob der junge Physiker den hohen Anforderungen genügte – wurde aber bereits 1892 zum ordentlichen Professor ernannt und bekleidete nun den Lehrstuhl für theoretische Physik.
Unmittelbar nach seinem Amtsantritt trat Planck in die Deutsche Physikalische Gesellschaft zu Berlin ein, in der er bald auch als Schatzmeister aktiv war. 1899 war Planck maßgeblich an der Umwandlung und -benennung der Gesellschaft in die Deutsche Physikalische Gesellschaft beteiligt. Bereits 1894 wurde Planck auf Vorschlag von Helmholtz zudem in die Königlich Preußische Akademie der Wissenschaften zu Berlin gewählt. Planck war nun mit gerade einmal 35 Jahren – der Altersdurchschnitt der Akademie lag bei über 60 Jahren – Mitglied einer der renommiertesten Wissenschaftsgesellschaften Europas. Dies war ein weiterer wichtiger Schritt in Plancks Karriere.

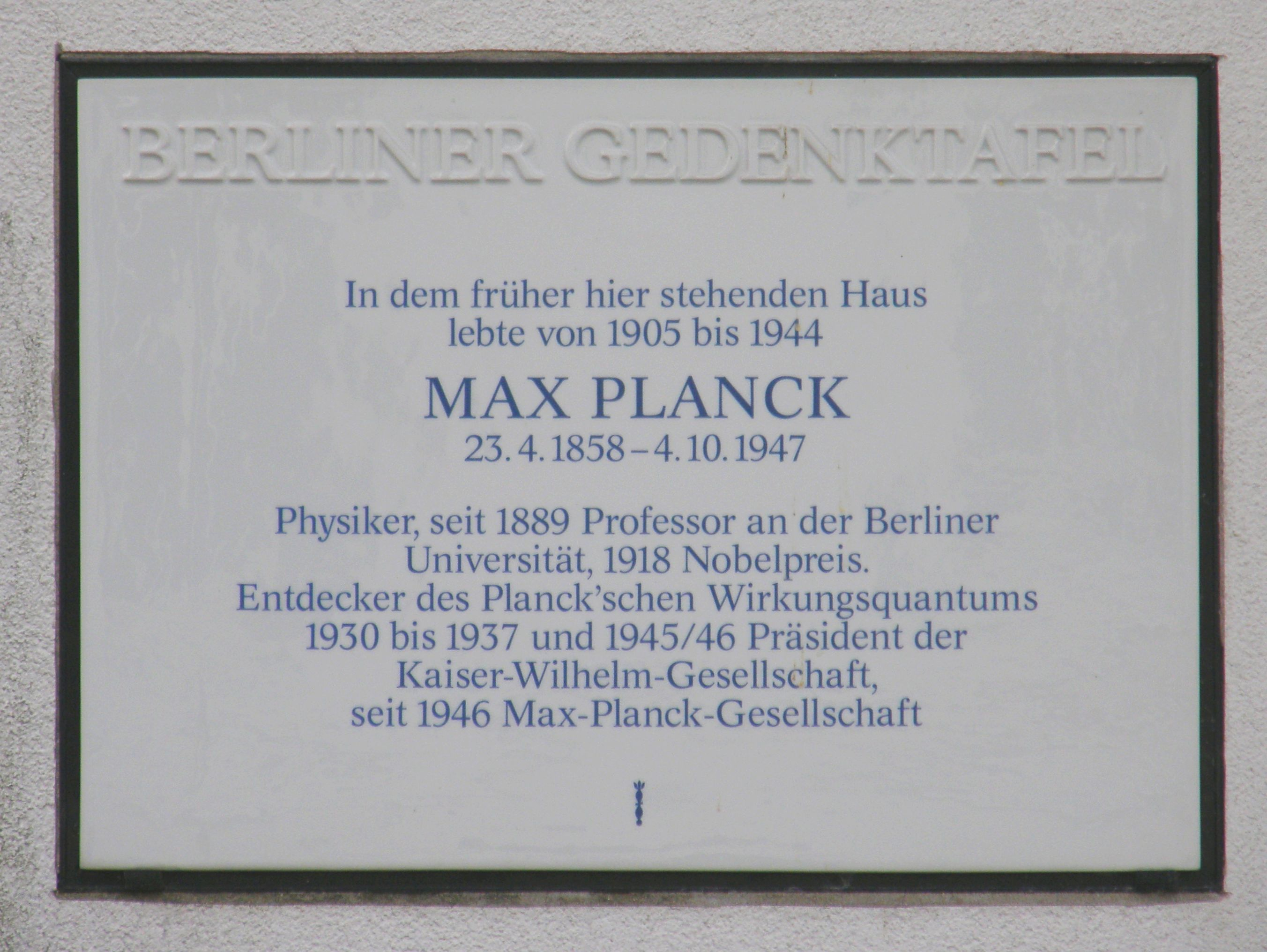
Gedenktafel am Haus Wangenheimstraße 21, in dem Planck von 1905 bis 1944 lebte

In Berlin war Planck nicht nur wissenschaftlich, sondern auch gesellschaftlich stärker eingebunden als in Kiel. In der Villenkolonie Grunewald, wo viele Berliner Professoren lebten, ließ auch Planck ein Haus bauen und zog 1905 mit seiner Familie, zu der nun auch der 1893 geborene Erwin (1893–1945) gehörte, in die Wangenheimstraße 21. In der Nachbarschaft wohnten der Historiker Hans Delbrück, der Theologe Adolf von Harnack und der Mediziner Karl Bonhoeffer, mit deren Familien die Plancks befreundet waren. Planck verband zudem bald eine enge Freundschaft mit Joseph Joachim (1831–1907), dem Direktor der Akademischen Hochschule für Musik, mit dem er häufig zusammen musizierte. Zu dieser Zeit beschäftigte sich Planck auch mit musiktheoretischen Problemen, insbesondere den klanglichen Unterschieden zwischen natürlicher und temperierter Stimmung. Im Jahr 1908 wurde Planck zum Geheimen Regierungsrat ernannt.
Seine Vorlesungen hielt Planck in einem sechssemestrigen Zyklus, handelte also in jeweils drei Jahren Mechanik, Elektromagnetismus, Optik, Thermodynamik und abschließend spezielle Probleme aus der theoretischen Physik ab. Bei seinen Vorträgen benutzte er kein Manuskript, nur gelegentlich vergewisserte er sich mit seinen Notizen, dass seine Berechnungen und Herleitungen korrekt waren. Alle Themen und Zusammenhänge entwickelte er aus einfachen Formeln und Gleichungen heraus und erlaubte es somit seinen Zuhörern, die Zusammenhänge der jeweiligen Fachgebiete nachzuvollziehen. Bei seinen Studenten wurde Planck sehr geschätzt, da er klar und fließend sprach und seine Vorlesungen gut verständlich waren. Viele empfanden ihn aufgrund seiner klaren, nüchternen Formulierungen zunächst als unpersönlich und verhalten, zumal er auch seine eigenen, maßgeblichen Beiträge zur Quantentheorie nicht erwähnte, sondern ebenso wie alle anderen Themen präsentierte. Lise Meitner, die zuvor bei dem als mitreißenden Redner bekannten Boltzmann in Wien studiert hatte, sagte rückblickend, sie habe „sehr schnell verstehen gelernt, wie wenig mein erster Eindruck mit Plancks wahrer Persönlichkeit zu tun hatte. […] Er war von einer seltenen Gesinnungsreinheit und innerlicher Geradlinigkeit, der seine äußere Einfachheit und Schlichtheit entsprach.“

#### Strahlungsgesetz und Quantentheorie, Relativitätstheorie
Ab Mitte der 1890er Jahre beschäftigte sich Planck mit Strahlungsgleichgewichten und der Theorie der Wärmestrahlung und versuchte, die Strahlungsgesetze aus thermodynamischen Überlegungen heraus abzuleiten. Am 14. Dezember 1900 präsentierte er der Physikalischen Gesellschaft eine Gleichung, die die Strahlung Schwarzer Körper korrekt beschrieb. Die bis dahin gefundenen Gleichungen, das Wiensche Strahlungsgesetz und das Rayleigh-Jeans-Gesetz, konnten jeweils nur einen Teil des Strahlungsspektrums ohne Abweichungen wiedergeben. Im Zuge der Arbeit an seinem Strahlungsgesetz gab Planck seine Vorbehalte gegen eine atomistisch-wahrscheinlichkeitstheoretische Betrachtung der Entropie auf. Gleichzeitig legte er den Grundstein für die Quantenphysik, als er für die Oszillatoren, die in seiner Modellvorstellung für die Strahlung verantwortlich waren, nur bestimmte, diskrete Energiezustände erlaubte. Im Rahmen dieser Arbeit führte Planck auch das plancksche Wirkungsquantum, eine fundamentale Naturkonstante, in die Physik ein.
Zu einer ausführlichen Darstellung siehe den Abschnitt Plancksches Strahlungsgesetz und Wirkungsquantum.
1905 las Planck die Abhandlung Zur Elektrodynamik bewegter Körper des damals noch unbekannten Albert Einstein und widmete sich in den folgenden Jahren intensiv der darin eingeführten speziellen Relativitätstheorie. Planck war entscheidend daran beteiligt, dass Einsteins Arbeit die nötige Aufmerksamkeit erfuhr. Schon im März 1906 hielt er in Berlin einen Vortrag vor der Physikalischen Gesellschaft und stand in Briefkontakt mit Einstein, der zu dieser Zeit noch in Bern lebte. Planck verteidigte das neue Konzept gegen Kritiker und bemühte sich erfolgreich, die Experimente des Göttingers Walter Kaufmann zu widerlegen, dessen Messungen scheinbar im Widerspruch zur Theorie standen. Schon im September 1908, als der Mathematiker Hermann Minkowski auf der Versammlung der Deutschen Naturforscher und Ärzte in Köln die Zeit als vierte Dimension einführte, hatte sich die Spezielle Relativitätstheorie in Fachkreisen durchgesetzt. Ungeachtet seiner Förderung der einsteinschen Relativitätstheorie lehnte Planck dessen Deutung des Strahlungsproblems, die sogenannte Lichtquantenhypothese, ab.

#### Tod von Marie Planck, Heirat mit Marga von Hoeßlin
Am 17. Oktober 1909 starb Marie Planck nach längerer Krankheit, vermutlich an Tuberkulose oder einem Bronchialkarzinom. Für Planck, der 23 Jahre lang eine glückliche Ehe mit Marie geführt hatte, war ihr Tod „ein fürchterlicher Schlag“. An Wilhelm Wien schrieb er weiter: „[…] ich hoffe, mit den Aufgaben, die mir durch die Sorge um die Kinder und durch die Wissenschaft gestellt sind, kommen auch die Kräfte wieder.“
Am 14. März 1911 heiratete Planck eine Nichte seiner verstorbenen Frau, Margarete (Marga) von Hoeßlin (1882–1949). Am 24. Dezember 1911 wurde Hermann Planck († 1954) als erstes gemeinsames Kind geboren. Die Heirat mit der 25 Jahre jüngeren Marga wurde nicht von allen Kollegen gutgeheißen, der 53-jährige Planck fand jedoch durch die neue Beziehung bald wieder zu Kräften und nahm auch das regelmäßige Musizieren in seinem Haus wieder auf. Zu den regelmäßigen Gästen zählten die Physiker Wilhelm Westphal, Eduard Grüneisen, Otto von Baeyer und Otto Hahn sowie die Familien von Hans Delbrück und Adolf von Harnack. Zuhörer und Gäste bei anderen Veranstaltungen im Freundeskreis waren Herbert Peiper, Robert Pohl und Gustav Hertz und Lise Meitner, die Planck für diese Zeit als ausgelassen und unbeschwert in Erinnerung hatte.

#### Solvay-Konferenz

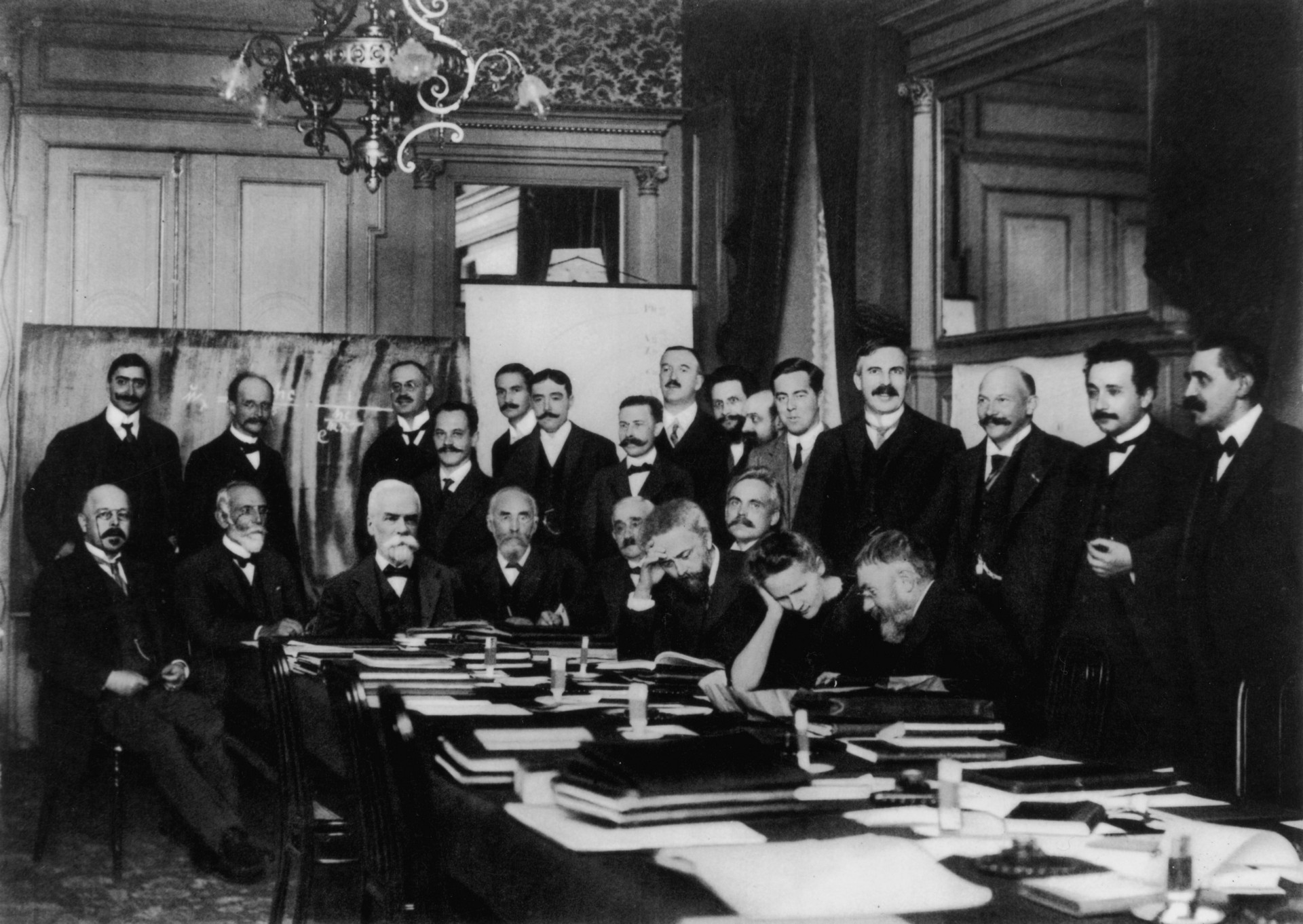
Teilnehmer der ersten Solvay-Konferenz: Planck (hintere Reihe, 2. von links) steht vor der Tafel, auf der sein Strahlungsgesetz zu lesen ist

Im Oktober 1911 nahm Planck an der ersten von seinem Kollegen Walther Nernst initiierten Solvay-Konferenz teil, auf der die Konsequenzen, die sich aus seinem Strahlungsgesetz für die Physik ergaben, erörtert werden sollten. Die Konferenz selbst blieb ohne Ergebnis – Albert Einstein beschrieb sie später als „einer Wehklage auf die Trümmer Jerusalems ähnlich“ –, schärfte jedoch das Bewusstsein der anwesenden Physiker für die aufgeworfenen Probleme und führte dazu, dass sich zunehmend auch junge Physiker mit der Quantentheorie auseinandersetzten. Diese Generation entwickelte schließlich in den 1920er Jahren die moderne Quantenmechanik.
Planck selbst sah die weiteren Entwicklungen äußerst skeptisch und versuchte weiterhin, sein Strahlungsgesetz mit der klassischen Physik in Einklang zu bringen. Dazu legte er in den folgenden Jahren die sogenannte „zweite“ und „dritte Quantentheorie“ vor, die jedoch ob der rasanten Entwicklung der Quantenphysik keinen Erfolg hatten. Jedoch bildeten diese Arbeiten eine wichtige Basis für die weitere Forschung, Planck wies unter anderem auf die Tatsache hin, dass es auch am absoluten Nullpunkt noch Atomschwingungen geben müsse.

#### Schüler
Planck las zwar 37 Jahre als Professor in Berlin und wurde von seinen Studenten als Lehrer geschätzt, begründete aber keine eigene Schule, da er nur wenige Doktoranden hatte und mit diesen auch selten in Kontakt trat. Ein wissenschaftlicher „Betrieb“ kam an seinem Institut daher nicht auf.
Viele der etwa zwanzig Doktoranden Plancks wurden später selbst herausragende Wissenschaftler:
- 1897 Max Abraham (1875–1922)
- 1904 Moritz Schlick (1882–1936), Begründer des „Wiener Kreises“
- 1906 Walther Meißner (1882–1974)
- 1906 Max von Laue (1879–1960), Nobelpreisträger 1914
- 1907 Fritz Reiche (1883–1969)
- 1912 Walter Schottky (1886–1976)
- 1912 Ernst Lamla (1888–1986)
- 1914 Walther Bothe (1891–1957), Nobelpreisträger 1954

### Ab 1912: Beständiger Sekretar der Preußischen Akademie der Wissenschaften
Am 23. März 1912 wurde Max Planck zum „beständigen Sekretar“ der 1700 gegründeten Preußischen Akademie der Wissenschaften gewählt. Zusammen mit drei weiteren beständigen Sekretären bildete er das Präsidium der Akademie, jeder von ihnen übernahm reihum für jeweils vier Monate den Vorsitz der Gesamtakademie. Planck bekleidete nun ein einflussreiches Amt und wurde zunehmend zur „Zentralfigur der zeitgenössischen Physik“ (Dieter Hoffmann: Max Planck: Die Entstehung der modernen Physik), wie es vor ihm der 1894 verstorbene Hermann von Helmholtz gewesen war. Dabei stand für Planck nicht nur die eigene Forschung, sondern auch die Entwicklung der gesamten Physik und der Wissenschaft generell im Vordergrund.
Etwa seit seiner Wahl zum beständigen Sekretar der Preußischen Akademie bemühte sich Planck, Albert Einstein nach Berlin zu holen, der jedoch lieber in der Schweiz bleiben wollte und die Monarchie ablehnte. Im Frühsommer 1913 reiste Planck daher mit Walther Nernst nach Zürich und unterbreitete Einstein das Angebot, Akademie-Mitglied und Professor ohne Lehrverpflichtung an einem eigenen, neuen Institut an der Berliner Universität zu werden. Einstein sagte im Dezember zu und trat am 1. April 1914 seine neue Stelle an. Planck war während des Studienjahrs 1913/1914 zudem Rektor der Friedrich-Wilhelms-Universität.

#### Erster Weltkrieg
Als Deutschland mit der Mobilmachung und Kriegserklärung an Russland am 1. August und an Frankreich am 3. August 1914 zur Partei im Ersten Weltkrieg wurde (siehe Julikrise), begrüßte Planck diesen Schritt und war dankbar, diese „herrliche Zeit“ zu erleben. Politisch war er konservativ und staatstreu eingestellt, zudem war er patriotisch und loyal gegenüber dem Kaiser. Wie die meisten seiner Kollegen teilte er die Begeisterung der Bevölkerung und nutzte das jährliche Stiftungsfest der Universität am 3. August, um seinem physikalischen Vortrag einen patriotischen Aufruf folgen zu lassen. Es gehe bei dem Krieg „um Gut und Blut, um die Ehre und vielleicht um die Existenz des Vaterlandes“. Planck gehörte auch zu den Unterzeichnern der Schrift An die Kulturwelt!, die als Manifest der 93 bekannt wurde. Darin widersprachen namhafte Wissenschaftler den als feindliche Propaganda bezeichneten Berichten über deutsche Kriegsverbrechen im neutralen Belgien und rechtfertigten den deutschen Militarismus.
Als Kritik aufkam, machte Planck zunächst geltend, er habe sich für eine Unterschrift zugunsten des Manifests gewinnen lassen, ohne es auch nur gelesen zu haben. Planck unterzeichnete aber nur etwa zwei Wochen später auch die Erklärung der Hochschullehrer des Deutschen Reiches, wonach es „Unser Glaube ist, daß für die ganze Kultur Europas das Heil an dem Siege hängt, den der deutsche ‚Militarismus‘ erkämpfen wird“. Dennoch wurde nach 1945 von einigen Autoren geltend gemacht, Planck habe sich später von seiner Unterschrift unter das Manifest „distanziert“. Tatsächlich aber hatte Planck das Manifest noch 1916 in einem offenen Brief an seinen niederländischen Kollegen Hendrik Antoon Lorentz mit der Begründung verteidigt, es sei „ein ausdrückliches Bekenntnis, daß die deutschen Gelehrten und Künstler ihre Sache nicht trennen wollen von der Sache des deutschen Heeres. Denn das deutsche Heer ist nichts anderes als das deutsche Volk in Waffen, und wie alle Berufsstände, so sind auch die Gelehrten und Künstler untrennbar mit ihm verbunden“. In einem persönlichen Schreiben an Lorentz erläuterte Planck zudem, sein offener Brief sei zwar „eine Art Widerruf, allerdings nur bezüglich der Fassung, nicht bezüglich des Sinnes“ beider Texte.
Zwar verhinderte Planck ebenfalls 1916, dass Mitglieder aus „Feindländern“ aus der Akademie ausgeschlossen wurden. Das wird von einigen Autoren als Zeichen dafür interpretiert, Planck habe den damals auch unter Akademikern weit verbreiteten Chauvinismus nicht geteilt. Er begründete allerdings sein Eintreten anders: Internationale Zusammenarbeit in der Wissenschaft ließe sich mit „glühender Liebe und tatkräftiger Arbeit für das eigene Vaterland“ vereinbaren.
Plancks Söhne Karl und Erwin waren beide als Soldaten, seine Töchter Emma und Grete als Krankenpflegerinnen im Ersten Weltkrieg eingesetzt. Erwin Planck, der jüngere der beiden Brüder, geriet nach einer Verletzung schon am 7. September 1914 in französische Kriegsgefangenschaft. Karl Planck fiel am 16. Mai 1916 bei Verdun. Planck ließ sich nichts anmerken und ging weiterhin pflichtbewusst seiner Arbeit nach, viele in seinem Umfeld erfuhren erst Wochen später von dem Tod seines Sohnes.
Am 15. Mai 1917 starb Plancks Tochter Grete (* 1889), nur wenige Tage nach der Geburt ihres ersten Kindes, im Wochenbett an einer Lungenembolie. Ihre Zwillingsschwester Emma kümmerte sich um die Tochter.
Im Januar 1919 heiratete Emma Planck Gretes Witwer, den Heidelberger Professor Ferdinand Fehling. Am 21. November 1919 starb auch sie bei der Geburt des ersten Kindes, wiederum überlebte die Tochter.

### Weimarer Republik
In den Wirren der Nachkriegszeit gab Planck, inzwischen oberste Autorität der deutschen Physik, die Parole „Durchhalten und weiterarbeiten“ an seine Kollegen aus. Das bedeutete auch, politische Stellungnahmen zu vermeiden, was allerdings durchaus zu politischen Folgen führen konnte: Als die Relativitätstheorie Einsteins um 1920 mit zunehmender Aggressivität in der Öffentlichkeit diskreditiert und Einstein auch persönlich angegriffen wurde, lehnte Planck es trotz einer Empfehlung des Preußischen Kultusministeriums ab, zu Gunsten Einsteins eine Stellungnahme der Akademie der Wissenschaften abgeben zu lassen. Stattdessen veröffentlichten Heinrich Rubens und Walther Nernst unter eigenem Namen eine Verteidigung der Person Einsteins und seiner Theorie.
Im Oktober 1920 gründeten Fritz Haber und Max Planck die Notgemeinschaft der deutschen Wissenschaft, die sich gezielt der Förderung der notleidenden Forschung annahm; die Mittel stammten zu einem erheblichen Teil aus dem Ausland. Er bekleidete auch führende Positionen in der Berliner Universität, der Preußischen Akademie der Wissenschaften, der Deutschen Physikalischen Gesellschaft und war seit April 1916 Senator der Kaiser-Wilhelm-Gesellschaft (KWG; die spätere Max-Planck-Gesellschaft). 1921 bis 1922 war er Vorsitzender der Gesellschaft Deutscher Naturforscher und Ärzte.
Ab 1920 war Planck Kirchenältester im Gemeindekirchenrat der Evangelischen Grunewald-Gemeinde.
Planck wurde Mitglied der DVP, der Partei Gustav Stresemanns, die liberale innenpolitische Ziele und eher revisionistische in der Außenpolitik verfolgte. Das allgemeine Wahlrecht lehnte er ab und führte später die Nazi-Diktatur auf das „Emporkommen der Herrschaft der Masse“ zurück.

### Nationalsozialismus und Zweiter Weltkrieg
Bei der Machtergreifung der Nationalsozialisten 1933 war Planck 74 Jahre alt. Er verhielt sich auch diesem Regime gegenüber loyal. Als Präsident der Kaiser-Wilhelm-Gesellschaft (KWG) richtete er daher am 14. Juli 1933 an Innenminister Wilhelm Frick ein Schreiben, in dem er mitteilte, dass die Gesellschaft gewillt sei, „sich systematisch in den Dienst des Reiches hinsichtlich der rassenhygienischen Forschung zu stellen“. Jüdische Freunde und Kollegen Plancks wurden gedemütigt und vor allem durch das Berufsbeamtengesetz aus ihren Ämtern gedrängt, hunderte Wissenschaftler verließen Deutschland. Otto Hahn fragte daher Planck, ob man nicht eine Anzahl anerkannter deutscher Professoren für einen gemeinsamen Appell gegen diese Behandlung jüdischer Professoren zusammenbringen könne, worauf Planck antwortete: „Wenn Sie heute 30 solcher Herren zusammenbringen, dann kommen morgen 150, die dagegen sprechen, weil sie die Stellen der anderen haben wollen.“ Fritz Haber gehörte zu den wenigen, für die Planck seinen Einfluss offen einsetzte, indem er versuchte, direkt bei Adolf Hitler zu intervenieren. Das misslang, Haber starb 1934 im Exil. Ein Jahr darauf veranstaltete Planck in seiner Funktion als Präsident der KWG (seit 1930) aber eine Gedächtnisfeier für Haber. Im Übrigen allerdings versuchte Planck es weiterhin mit „Durchhalten und Weiterarbeiten“ und bat emigrierwillige Physiker lediglich im Privaten, nicht zu gehen, womit er teilweise erfolgreich war, und ermöglichte es auch einer Reihe von jüdischen Wissenschaftlern, für begrenzte Zeit weiter an Instituten der Kaiser-Wilhelm-Gesellschaft zu arbeiten. 1936 endete Plancks KWG-Präsidentschaft; auf Drängen der Nationalsozialisten verzichtete er darauf, sich zur Wiederwahl zu stellen.
Das politische Klima verschärfte sich weiter und richtete sich nun auch gegen Planck. Johannes Stark, Vertreter der „Deutschen Physik“ und Präsident der Physikalisch-Technischen Reichsanstalt, beschimpfte in einer SS-Zeitschrift Planck, Arnold Sommerfeld und Werner Heisenberg als „weiße Juden“ und polemisierte gegen die gesamte Theoretische Physik. Das „Hauptamt Wissenschaft“ untersuchte Plancks Herkunft, erzielte aber nur das Ergebnis, er sei „zu einem Sechzehntel jüdisch“.
1938 feierte Planck seinen achtzigsten Geburtstag: Während des offiziellen Festaktes der DPG wurde dem französischen Physiker Louis de Broglie die Max-Planck-Medaille verliehen, mitten im Vorfeld eines neuen Krieges. Planck erhielt etwa 900 Gratulationen, die er alle persönlich und individuell beantwortete.

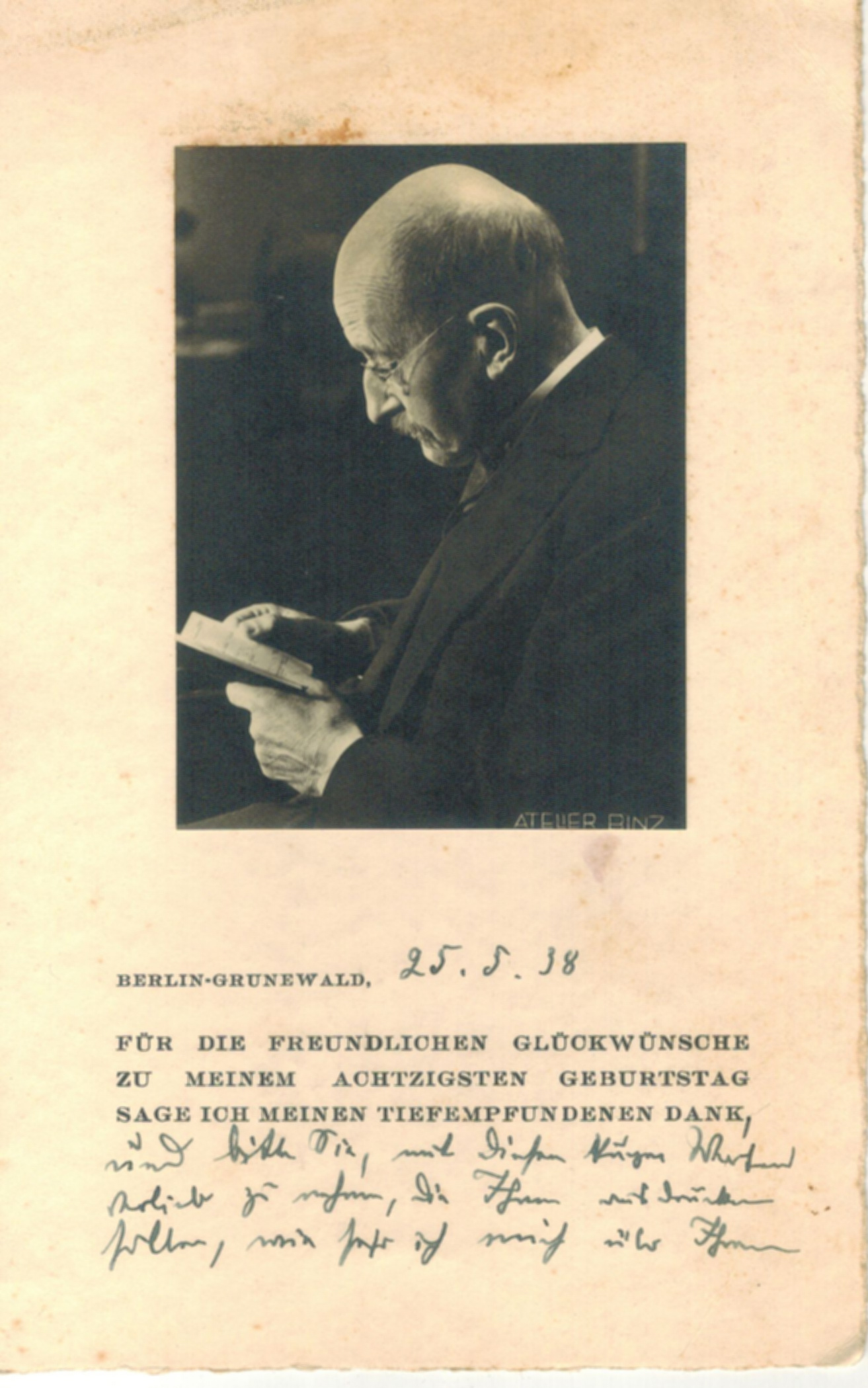
Max Plancks persönliche Antwort auf Glückwünsche zu seinem 80. Geburtstag (datiert 25. Mai 1938)

Ende 1938 wurde die Akademie gleichgeschaltet, Planck trat aus Protest zurück. Er unternahm trotz seines hohen Alters immer noch zahlreiche Vortragsreisen, so 1937 ins Baltikum mit dem berühmten Vortrag Religion und Naturwissenschaft, und noch 1943 bestieg er im Urlaub in den Alpen mehrere Dreitausender.
Während des Zweiten Weltkrieges musste Planck aufgrund des Luftkrieges Berlin verlassen. Am 1. März 1943 fand er Quartier beim Industriellen Carl Still, dessen Gutshaus auf dem ehemaligen Gelände der Burg Rogätz heute noch steht. 1942 schrieb er: „Mir ist der brennende Wunsch gewachsen, die Krise durchzustehen und so lange zu leben, bis ich den Wendepunkt, den Anfang zu einem Aufstieg werde miterleben können.“ Mit „Aufstieg“ dürfte er allerdings weniger einen militärischen Sieg des nationalsozialistischen Regimes als vielmehr einen politischen und moralischen Neuanfang nach dessen Ende gemeint haben. Denn Planck war sich damals durchaus bewusst, welche Verbrechen von Deutschen begangen wurden, sofern er es nicht sogar mit eigenen Augen sehen konnte. So äußerte er im Mai 1943 gegenüber Lise Meitner: „Es müssen schreckliche Dinge geschehen, wir haben schreckliche Dinge getan.“ Ende Oktober 1943 sollte er einen Vortrag in Kassel halten; deshalb übernachtete er bei Verwandten vom 22. auf den 23. Oktober, als Kassel Ziel eines verheerenden Luftangriffs wurde. Er musste miterleben, wie seine Verwandten ausgebombt wurden. Im Februar 1944 wurde sein Haus in Berlin durch einen Luftangriff völlig zerstört.
Am 23. Juli 1944 wurde sein Sohn Erwin Planck wegen Beteiligung am Attentat vom 20. Juli 1944 verhaftet und in das Hauptquartier der Gestapo gebracht. Vater Planck machte mit mehreren Eingaben die Unschuld seines Sohnes im Sinne der Anklage geltend. So schrieb er an Heinrich Himmler: „Aufgrund des innigen Verhältnisses, das mich mit meinem Sohn verbindet, bin ich sicher, dass er mit den Geschehnissen des 20. Juli nichts zu tun hat.“ Als Erwin Planck vom Volksgerichtshof am 23. Oktober 1944 dennoch zum Tod verurteilt worden war, schrieb Vater Planck an Hitler: „Mein Führer! Ich bin zutiefst erschüttert durch die Nachricht, dass mein Sohn Erwin vom Volksgerichtshof zum Tode verurteilt worden ist. Die mir wiederholt von Ihnen, mein Führer, in ehrenvollster Weise zum Ausdruck gebrachte Anerkennung meiner Leistungen im Dienste unseres Vaterlandes berechtigt mich zu dem Vertrauen, dass Sie der Bitte des im siebenundachtzigsten Lebensjahr Stehenden Gehör schenken werden. Als Dank des deutschen Volkes für meine Lebensarbeit, die ein unvergänglicher geistiger Besitz Deutschlands geworden ist, erbitte ich das Leben meines Sohnes.“ Weitere Eingaben richtete Planck an Hermann Göring und erneut an Himmler, der eine Umwandlung der Todes- in eine Zuchthausstrafe in Aussicht gestellt haben soll. Dennoch wurde Erwin Planck am 23. Januar 1945 in Plötzensee hingerichtet.
Als auch die Gegend um Rogätz zur Kampfzone wurde, floh das Ehepaar Planck in den benachbarten Wald. Das Paar übernachtete mit hunderten anderen zunächst einige Tage unter freiem Himmel, dann fand es Aufnahme in der Hütte einer Melkerfamilie. Die Gegend kam zwischen die Fronten der vorrückenden westlichen und sowjetischen Alliierten. Ein amerikanischer Offizier rettete das Ehepaar, indem er es in das unzerstörte Göttingen brachte, wo es bei einer Nichte Plancks unterkam.

### Späte Jahre

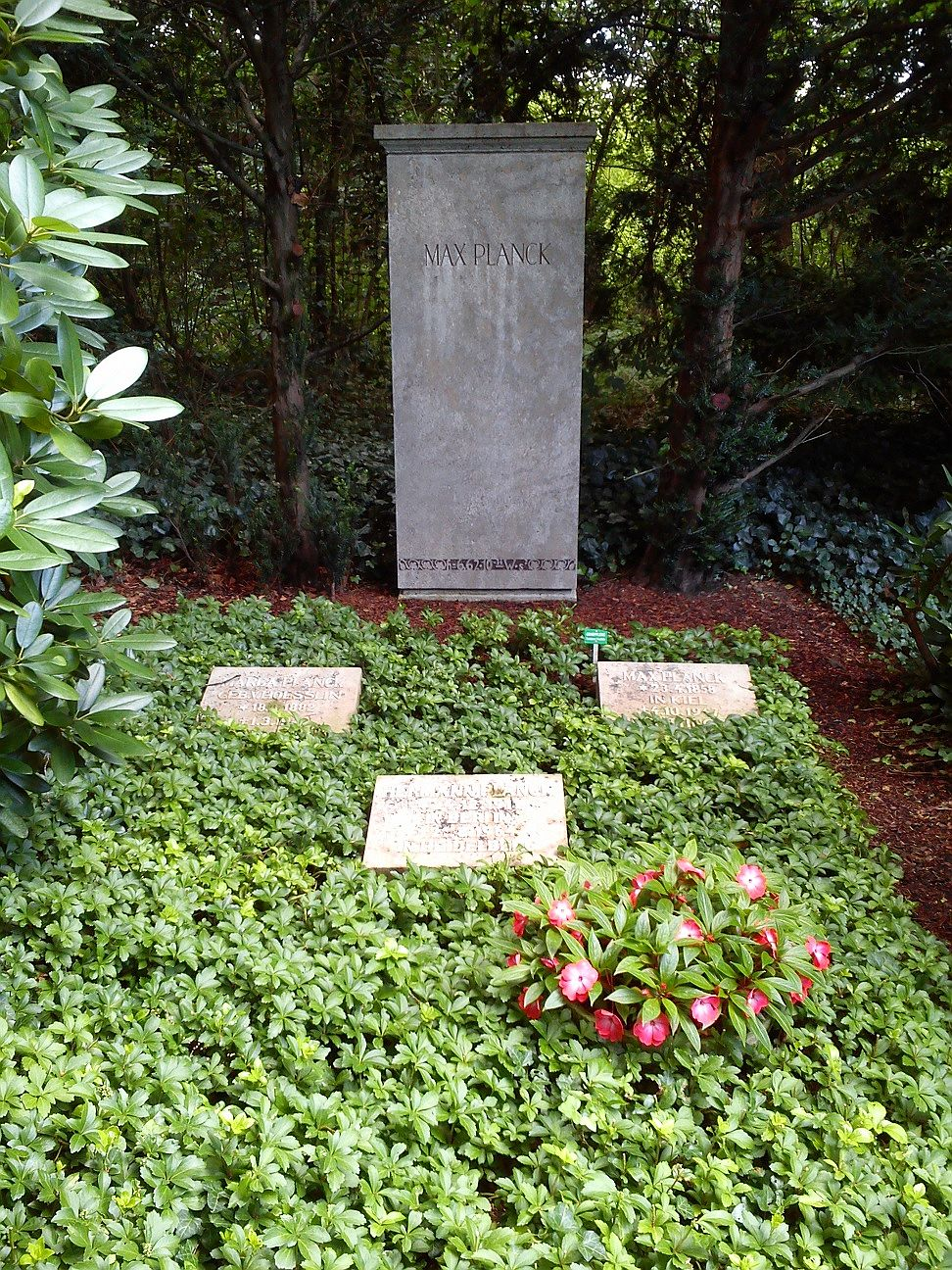
Das Grab von Max Planck und seiner Familie auf dem Stadtfriedhof Göttingen

Nach dem Kriegsende wurde von Göttingen aus unter der Führung von Ernst Telschow die Kaiser-Wilhelm-Gesellschaft wieder aufgebaut, deren kommissarischer Präsident Max Planck wurde. Nach seiner Rückkehr aus der englischen Internierung trat Otto Hahn am 1. April 1946 die Nachfolge an. Da die britische Besatzungsmacht auf einem anderen Namen bestand, wurde die Vereinigung am 11. September 1946 im Aufbaugymnasium Clementinum in Bad Driburg in Max-Planck-Gesellschaft umbenannt. Max Planck wurde zu ihrem Ehrenpräsidenten ernannt.
Trotz zunehmender gesundheitlicher Probleme unternahm Planck wieder Vortragsreisen. Im Juli 1946 nahm er als einziger eingeladener Deutscher an den Feierlichkeiten der Royal Society zum 300. Geburtstag Isaac Newtons teil. Am 4. Oktober 1947 starb Max Planck an den Folgen eines Sturzes und mehrerer Schlaganfälle. Sein Grab befindet sich auf dem Stadtfriedhof Göttingen. In benachbarten Gräbern sind acht weitere Nobelpreisträger im sog. Nobelrondell bestattet.

### Religion und Naturwissenschaft
Planck wandte sich in den letzten Jahrzehnten seines Lebens den philosophischen Grenzfragen seines physikalischen Weltbildes zu. Er war dabei philosophisch von Immanuel Kant und theologisch von Adolf Harnack mitbeeinflusst. In Vorträgen und Aufsätzen vertrat er die Auffassung, dass die Religion von einem Gottesglauben ausgehe und den Bereich des Ethischen umfasse, dass die Naturwissenschaft als ein wissenschaftlich-empirisches Erkennen zu Gott hinstrebe, aber nur bei einer „naturwissenschaftlichen Macht“ enden könne. Planck bejahte die geglaubte Wirklichkeit Gottes. Daneben stand seine Kritik an einer Pseudo-Metaphysik, die aus der Quantentheorie unzulässige Gottesbeweise abzuleiten versuchte. Außerdem kritisierte Planck die Absolutsetzung von „religiösen Symbolen“ durch die Kirchen, also mythologische Aussagen. Er war bis zu seinem Tod Mitglied der evangelischen Kirche.

## Werk

### Entropie
Die Thermodynamik, die gegen Ende des 19. Jahrhunderts auch als „mechanische Wärmetheorie“ bezeichnet wurde, war zu Beginn dieses Jahrhunderts aus dem Versuch heraus entstanden, die Funktionsweise von Dampfmaschinen zu verstehen und ihre Effizienz zu verbessern. In den 1840er Jahren entdeckten und formulierten mehrere Forscher unabhängig voneinander den Energieerhaltungssatz, der heute auch als der Erste Hauptsatz der Thermodynamik bekannt ist. 1850 formulierte Rudolf Clausius den sogenannten zweiten Hauptsatz, der besagt, dass eine freiwillige (oder spontane) Energieübertragung nur von einem wärmeren auf einen kälteren Körper, nicht aber umgekehrt möglich ist. In England kam zu dieser Zeit William Thomson zu dem gleichen Ergebnis.
Clausius verallgemeinerte seine Formulierung immer weiter und kam 1865 zu einer neuen Formulierung. Dazu führte er den Begriff der Entropie {\displaystyle S} ein, die er als Maß für die reversible Zufuhr von Wärme im Verhältnis zur absoluten Temperatur definierte:
{\displaystyle \mathrm {d} S={\frac {\mathrm {d} Q}{T}}}
Die neue und bis heute gültige Formulierung des zweiten Hauptsatzes lautete: „Entropie kann erzeugt, aber niemals vernichtet werden“. Clausius, dessen Arbeiten Planck als junger Student während seines Aufenthaltes in Berlin las, wandte dieses neue Naturgesetz erfolgreich auf mechanische, thermoelektrische und chemische Prozesse sowie auf Aggregatzustandsänderungen an.
In seiner Dissertation fasste Planck 1879 die Schriften Clausius’ zusammen und wies dabei auf Widersprüche und Ungenauigkeiten in ihrer Formulierung hin, um sie anschließend klarzustellen. Zudem verallgemeinerte er die Gültigkeit des zweiten Hauptsatzes auf alle Vorgänge in der Natur, Clausius hatte seine Anwendung auf reversible Vorgänge und thermische Prozesse beschränkt. Weiterhin befasste sich Planck intensiv mit dem neuen Entropiebegriff und stellte heraus, dass die Entropie nicht nur eine Eigenschaft eines physikalischen Systems, sondern zugleich ein Maß für die Irreversibilität eines Prozesses ist: Wird bei einem Prozess Entropie erzeugt, so ist er irreversibel, da Entropie gemäß dem zweiten Hauptsatz nicht vernichtet werden kann. Bei reversiblen Vorgängen bleibt die Entropie demnach konstant. Diesen Sachverhalt stellte er 1887 in einer Serie von Abhandlungen mit dem Titel Über das Princip der Vermehrung der Entropie ausführlich dar. Plancks Arbeiten erfuhren zu dieser Zeit wenig Beachtung, vielen Physikern galt die Entropie als ein „mathematisches Gespenst“.
Planck folgte bei seiner Beschäftigung mit dem Entropiebegriff nicht der damals vorherrschenden molekularen, wahrscheinlichkeitstheoretischen Interpretation, da diese keinen absoluten Beweis der Allgemeingültigkeit ermöglichen. Stattdessen verfolgte er einen phänomenologischen Ansatz und stand auch dem Atomismus skeptisch gegenüber. Auch wenn er diese Haltung im Zuge seiner Arbeiten zum Strahlungsgesetz später aufgab, zeigt sein Frühwerk „eindrucksvoll die große Leistungskraft der phänomenologischen Thermodynamik bei der Lösung konkreter physikochemischer Probleme […]“ (Dieter Hoffmann: Max Planck: Die Entstehung der modernen Physik).
Zu Plancks Entropieverständnis gehörte die Erkenntnis, dass das Maximum der Entropie dem Gleichgewichtszustand entspricht. Die damit einhergehende Folgerung, dass sich aus der Kenntnis der Entropie alle Gesetze thermodynamischer Gleichgewichtszustände ableiten lassen, entspricht dem modernen Verständnis solcher Zustände. Planck wählte daher Gleichgewichtsprozesse zu seinem Forschungsschwerpunkt und erforschte, ausgehend von seiner Habilitationsschrift, etwa die Koexistenz von Aggregatzuständen und das Gleichgewicht von Gasreaktionen. Diese Arbeiten an der Grenze zur chemischen Thermodynamik erfuhren auch große Aufmerksamkeit durch die zu dieser Zeit stark expandierende chemische Industrie.
Unabhängig von Planck hatte der US-Amerikaner Josiah Willard Gibbs nahezu sämtliche Erkenntnisse, die Planck über die Eigenschaften physikalisch-chemischer Gleichgewichte gewann, ebenfalls entdeckt und ab 1876 publiziert. Planck waren diese Aufsätze unbekannt, in deutscher Sprache erschienen sie erst 1892. Beide Wissenschaftler näherten sich dem Thema jedoch auf unterschiedliche Weise, während Planck sich mit irreversiblen Prozessen beschäftigte, betrachtete Gibbs die Gleichgewichte. Dieser Ansatz konnte sich ob seiner Einfachheit schließlich auch durchsetzen, Plancks Herangehensweise wird jedoch die „größere Allgemeinheit“ zugesprochen.

### Elektrolyte und Lösungen
Neben seinen Forschungen zur Entropie beschäftigte sich Planck im ersten Jahrzehnt seiner wissenschaftlichen Tätigkeit auch mit elektrischen Vorgängen in Lösungen. Dabei gelang es ihm unter anderem, die Abhängigkeit von Leitvermögen und Verdünnung einer Lösung theoretisch herzuleiten, damit begründete er die moderne Elektrolyttheorie. Auch konnte er die Bedingungen für die Gefrier- und Siedepunktänderungen verdünnter Lösungen, die François Raoult und Jacobus Henricus van ’t Hoff 1886 gefunden hatten, theoretisch herleiten.

### Plancksches Strahlungsgesetz und Wirkungsquantum
Nachdem er seine Arbeiten zu thermodynamischen Gleichgewichten weitgehend abgeschlossen und anschließend erfahren hatte, dass zuvor schon der US-Amerikaner Josiah Willard Gibbs zu den gleichen Ergebnissen gekommen war, wandte sich Planck Mitte der 1890er Jahre Strahlungsgleichgewichten und der Theorie der Wärmestrahlung zu. Zu diesem Zeitpunkt wusste man nur wenig über die Gesetze, nach denen erhitzte Körper Wärme- und Lichtstrahlen aussenden. Gustav Kirchhoff hatte 1859 die zentrale Bedeutung einer universellen, nur von der Frequenz und der Temperatur abhängigen, Strahlungsfunktion {\displaystyle f(\nu ,T)} zur Beschreibung der Wärmestrahlung postuliert. Dabei führte er das Konzept des Schwarzen Körpers ein, der alle auftreffende Strahlung vollständig absorbiert. Ein solcher Schwarzer Körper emittiert im Umkehrschluss also nur die von ihm selbst ausgesendete Strahlung. Dadurch vereinfachte sich die Suche nach der Strahlungsfunktion, da das Problem auf die Untersuchung der Strahlung eines Schwarzen Körpers reduziert werden kann.
Die experimentellen und theoretischen Hürden waren jedoch groß, erst 1879 konnte Josef Stefan den Zusammenhang zwischen Energiedichte {\displaystyle I} und Temperatur {\displaystyle T} als {\displaystyle I\sim T^{4}} bestimmen. Ludwig Boltzmann konnte daraus 1884 ein Gesetz für die Gesamtstrahlung eines Schwarzen Körpers finden, Wilhelm Wien von der Physikalisch-Technischen Reichsanstalt in Berlin ermittelte 1893 das sogenannte Wiensche Verschiebungsgesetz {\displaystyle \lambda T=konstant}. Drei Jahre später folgte das Wiensche Strahlungsgesetz, das die experimentellen Ergebnisse zunächst – die zu dieser Zeit üblichen großen Messfehler berücksichtigend – bestätigen konnte.
Während die Wissenschaftler an der Physikalisch-Technischen Reichsanstalt um 1900 versuchten, erstmals einen Schwarzen Körper zu realisieren, um daran Messungen durchführen zu können, näherte sich Planck dem Problem aus theoretischer Sicht. Dazu versuchte er 1894, die Gesetze der Strahlungsphysik von thermodynamischen Überlegungen abzuleiten. Diese Arbeit war die unmittelbare Fortsetzung seiner früheren Forschungen zu thermodynamischen Gleichgewichten und Entropie, die er auf diese Weise mit der elektromagnetischen Lichttheorie verknüpfen wollte. Dadurch wäre es möglich geworden, Wärmestrahlung als elektromagnetischen Vorgang zu interpretieren, was aus der damaligen Perspektive einen weiteren Abschluss der Physik dargestellt hätte.
Planck verwendete für seine Theorie die 1889 von Heinrich Hertz als „Hertzscher Oszillator“ eingeführten harmonischen Oszillatoren, mit denen sich Emission und Absorption elektromagnetischer Wellen beschreiben ließ. Planck übertrug dieses Konzept auf wärmestrahlende Körper und stellte seine Ergebnisse im März 1895 und Februar 1896 der Preußischen Akademie der Wissenschaften vor. In den folgenden Jahren erweiterte er diesen Ansatz und veröffentlichte zwischen 1897 und 1899 fünf Abhandlungen Über irreversible Strahlungsvorgänge. Weiter gelang es ihm, aus der Betrachtung des Strahlungsverhaltens eines Hohlraums das Wiensche Strahlungsgesetz abzuleiten. Als er im Mai 1899 diese Ergebnisse der Akademie präsentierte, war er außerdem zu der Erkenntnis gelangt, dass dieses Gesetz ebenso wie der zweite Hauptsatz der Thermodynamik universell gültig wäre. Gleichzeitig führte Planck die später als plancksches Wirkungsquantum bezeichnete Naturkonstante {\displaystyle h} ein, erkannte aber ihre umfassende Bedeutung nicht.

Vergleich der Gesetze von Rayleigh-Jeans (rot), Planck (grün) und Wien (blau). Dargestellt ist die Strahldichte eines Schwarzen Körpers für Frequenzen von etwa 20 MHz bis etwa 2 GHz

Im Sommer 1900 ergaben Messungen von Heinrich Rubens und Ferdinand Kurlbaum, dass die bis dahin als Messfehler interpretierten Abweichungen des Wienschen Strahlungsgesetzes in niedrigen Frequenzbereichen in Wirklichkeit gravierende Fehler in der Gleichung selbst waren. Rubens, der mit Planck befreundet war, berichtete diesem im Oktober des Jahres von den gefundenen Ergebnissen und wies diesen darauf hin, dass für große Wellenlängen nicht das Wiensche Strahlungsgesetz, sondern vielmehr das gerade gefundene Rayleigh-Jeans-Gesetz gelten müsse. Dieses wich wiederum in hohen Frequenzbereichen, wo das Wiensche Gesetz genaue Werte lieferte, deutlich ab. Unmittelbar nach diesem Gespräch fand Planck eine „glücklich erratene Interpolationsformel“ für die Messergebnisse, die Rubens bei Messungen in den folgenden Tagen bestätigen konnte. Das plancksche Strahlungsgesetz verband das Wiensche mit dem Rayleigh-Jeans-Gesetz, die beide als Grenzfälle betrachtet werden können.
Das vorläufige Ergebnis, das Planck am 19. Oktober im Anschluss an einen Vortrag von Kurlbaum der Akademie vorstellte, enthielt noch zwei zu diesem Zeitpunkt unbestimmte Konstanten. In den folgenden Wochen brachte Planck das Gesetz auf seine endgültige Form:
{\displaystyle \rho (\nu ,T)={\frac {8\pi \nu ^{2}}{c^{3}}}{\frac {h\nu }{e^{\frac {h\nu }{kT}}-1}}}
Dazu verwendete Planck die bis zu diesem Zeitpunkt von ihm abgelehnte atomistisch-wahrscheinlichkeitstheoretische Begründung der Entropie von Ludwig Boltzmann, gab also seinen bis dahin konsequent verfolgten phänomenologischen Ansatz auf und erkannte seinen Irrtum. Rückblickend beschrieb Planck diesen Schritt als einen „Akt der Verzweiflung“. Analog zu Boltzmanns Arbeit zur Gas-Statistik von 1877 erlaubte Planck für die Strahlungsoszillatoren nur bestimmte Energiezustände. Das so hergeleitete Gesetz enthält mit der Boltzmann-Konstante {\displaystyle k,} der Lichtgeschwindigkeit {\displaystyle c} und der Planck-Konstante drei Naturkonstanten, ansonsten sind nur die variablen Größen Temperatur und Frequenz enthalten. Die Naturkonstanten konnten durch den von Planck gefundenen Zusammenhang in den folgenden Jahren deutlich genauer bestimmt werden, als es bis dahin möglich gewesen war.
Am 14. Dezember 1900 stellte Planck bei einer Sitzung der Physikalischen Gesellschaft seine Ergebnisse vor, dieser Tag gilt nach Max von Laue seitdem als der „Geburtstag der Quantenphysik“, obwohl keinem der anwesenden Wissenschaftler – Planck eingeschlossen – die Bedeutung und Tragweite der Formel oder der Konstanten {\displaystyle h} bewusst war. Man sah in Plancks Ergebnis zunächst eine Formel, die die Strahlungsverhältnisse korrekt darstellte. Erst Albert Einsteins Lichtquantenhypothese von 1905 und die darauf folgende kritische Analyse des planckschen Strahlungsgesetzes, die Einstein anschließend zusammen mit Paul Ehrenfest erarbeitete, machte dessen Unvereinbarkeit mit der klassischen Physik deutlich. Planck selbst bezeichnete erst 1908 die Energiezustände der Oszillatoren als „diskret“.
Nach der Solvay-Konferenz 1911, wo die durch das plancksche Strahlungsgesetz aufgeworfenen Probleme erläutert wurden, versuchte Planck, das Strahlungsgesetz mit der klassischen Physik in Einklang zu bringen. Dazu erarbeitete er bis 1912 die „zweite Quantentheorie“, nach der nur die Emission von Energie quantisiert, die Absorption jedoch kontinuierlich erfolgt. 1914 legte er eine „dritte Quantentheorie“ vor, die vollständig ohne Quanten auskam. Nach wie vor lehnte er die Lichtquantenhypothese von Einstein ab.
Die Ende der 1920er Jahre von Niels Bohr, Werner Heisenberg und Wolfgang Pauli (basierend auf einer Idee von Max Born) erarbeitete und bald darauf dominierende Kopenhagener Deutung der Quantenmechanik lehnte Planck ab, wie auch Erwin Schrödinger und von Laue; auch der Urheber der Lichtquantenhypothese Einstein war jetzt zum Konservativen geworden. Schon die heisenbergsche Matrizenmechanik – die erste Formulierung der Quantenmechanik – fand Planck „abscheulich“, die bald darauf aufgestellte Schrödinger-Gleichung begrüßte er wie eine Erlösung. Er erwartete, die Wellenmechanik werde die Quantentheorie, sein eigenes Kind, bald überflüssig machen. Die Wissenschaft ging über seine Bedenken hinweg. Auch für ihn selbst galt, was er in jungen Jahren im Kampf mit dem Alten festgestellt hatte:

„Eine neue wissenschaftliche Wahrheit pflegt sich nicht in der Weise durchzusetzen, dass ihre Gegner überzeugt werden und sich als belehrt erklären, sondern dadurch, dass die Gegner allmählich aussterben und dass die heranwachsende Generation von vornherein mit der Wahrheit vertraut gemacht ist.“

### Musik
Am Ende des 19. Jahrhunderts beschäftigte sich Planck intensiv mit den Problemen bei der reinen Intonation von Chorgesang bei Modulationen.

## Auszeichnungen und Ehrungen

### Auszeichnungen zu Lebzeiten

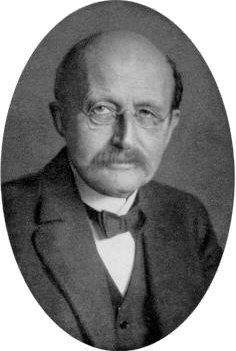
Max Planck

- 1895 Roter Adler-Orden IV. Klasse (Preußen)[69]
- 1896 Ehrenmitglied des Physikalischen Vereins in Frankfurt a. M.[69]
- 1901 Korrespondierendes Mitglied der Akademie der Wissenschaften zu Göttingen
- 1914 Auswärtiges Mitglied der Accademia Nazionale dei Lincei in Rom
- 1914 Mitglied der American Academy of Arts and Sciences
- 1915 Pour le Mérite für Wissenschaften und Künste (ab 1930 war Planck Kanzler dieses Ordens)
- 1918 Nobelpreis für Physik (1919 verliehen).[70] Im Mai 1918 wurde er zum Ehrenmitglied der Deutschen Chemischen Gesellschaft ernannt.
- 1918 Auswärtiges Mitglied der Akademie der Wissenschaften zu Göttingen
- 1921 Liebig-Denkmünze des Vereins Deutscher Chemiker
- 1925 Bayerischer Maximiliansorden für Wissenschaft und Kunst
- 1926 Mitglied der Leopoldina
- 1926 Auswärtiges Mitglied der Royal Society
- 1926 Mitglied der National Academy of Sciences
- 1928 Adlerschild des Deutschen Reiches
- 1929 Max-Planck-Medaille. Diese höchste Auszeichnung für theoretische Physik der Deutschen Physikalischen Gesellschaft (DPG) wird seit 1929 verliehen – erste Träger waren Max Planck selbst und Albert Einstein.
- Ehrendoktor der Universitäten Frankfurt, TH München (1918[69]), Rostock , Berlin (TH), Graz (1936[69]), Athen (1937[69]), Cambridge, University of London (1937[69]) und Glasgow (1937[69])
- 1933 Harnack-Medaille der Kaiser-Wilhelm-Gesellschaft
- 1937 Ehrenmitglied (Honorary Fellow) der Royal Society of Edinburgh[71]
- 1938 Asteroid Nr. 1069 wurde Planck zu Ehren Planckia genannt.
- 1945 Goethepreis der Stadt Frankfurt
- 1947 Ehrenbürger der Stadt Kiel

### Postume Ehrungen

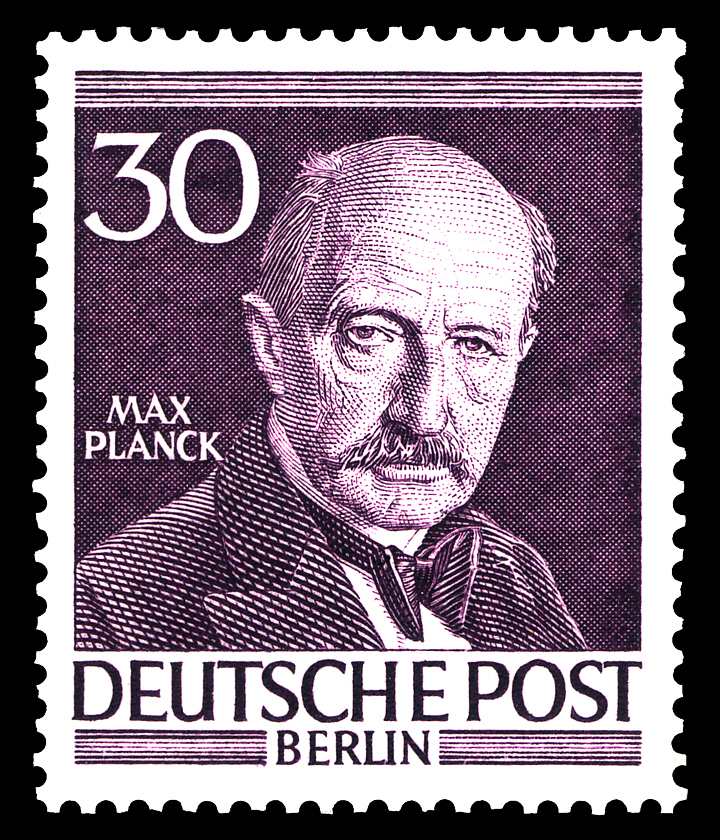

- 1953 ehrte die Deutsche Post Berlin Max Planck mit einer 30-Pfennig-Briefmarke in der Serie Männer aus der Geschichte Berlins.
- 1957 bis 1971 (gültig bis 1973) zeigten die 2-DM-Münzen der Bundesrepublik das Konterfei von Max Planck.
- 1958 wurde eine Gedenktafel im Vorhof der Humboldt-Universität zu Berlin enthüllt.
- 1958 übergab die Max-Planck-Gesellschaft eine 1939 entstandene Büste Plancks an die Physikalische Gesellschaft der DDR. Die Büste steht seit 1991 im Ausstellungsraum des Magnushauses.
- 1970 wurden der Mondkrater Planck[72] und das angrenzende Tal Vallis Planck[73] nach Max Planck benannt.
- 1983 gab die DDR eine 5-Mark-Gedenkmünze zum 125. Geburtstag heraus. Diese war keine Umlaufmünze, sondern wurde vor allem gegen Devisen verkauft.
- 1989 wurde am ehemaligen Wohnort Plancks in Berlin-Grunewald eine Berliner Gedenktafel enthüllt.
- 2008 wurden aus Anlass des 150. Geburtstages eine Sonderbriefmarke und eine 10-Euro-Silbergedenkmünze herausgegeben.
- 2014 feierte Google am 23. April Plancks 156. Geburtstag mit einem Google Doodle.
- 2022 wurde seine Büste in der Walhalla aufgestellt (Auftraggeber: Max-Planck-Gesellschaft, ausführender Bildhauer Johann Brunner.[74]).

Einige Universitäten und viele Schulen (siehe Liste der Max-Planck-Gymnasien) sind nach Max Planck benannt.

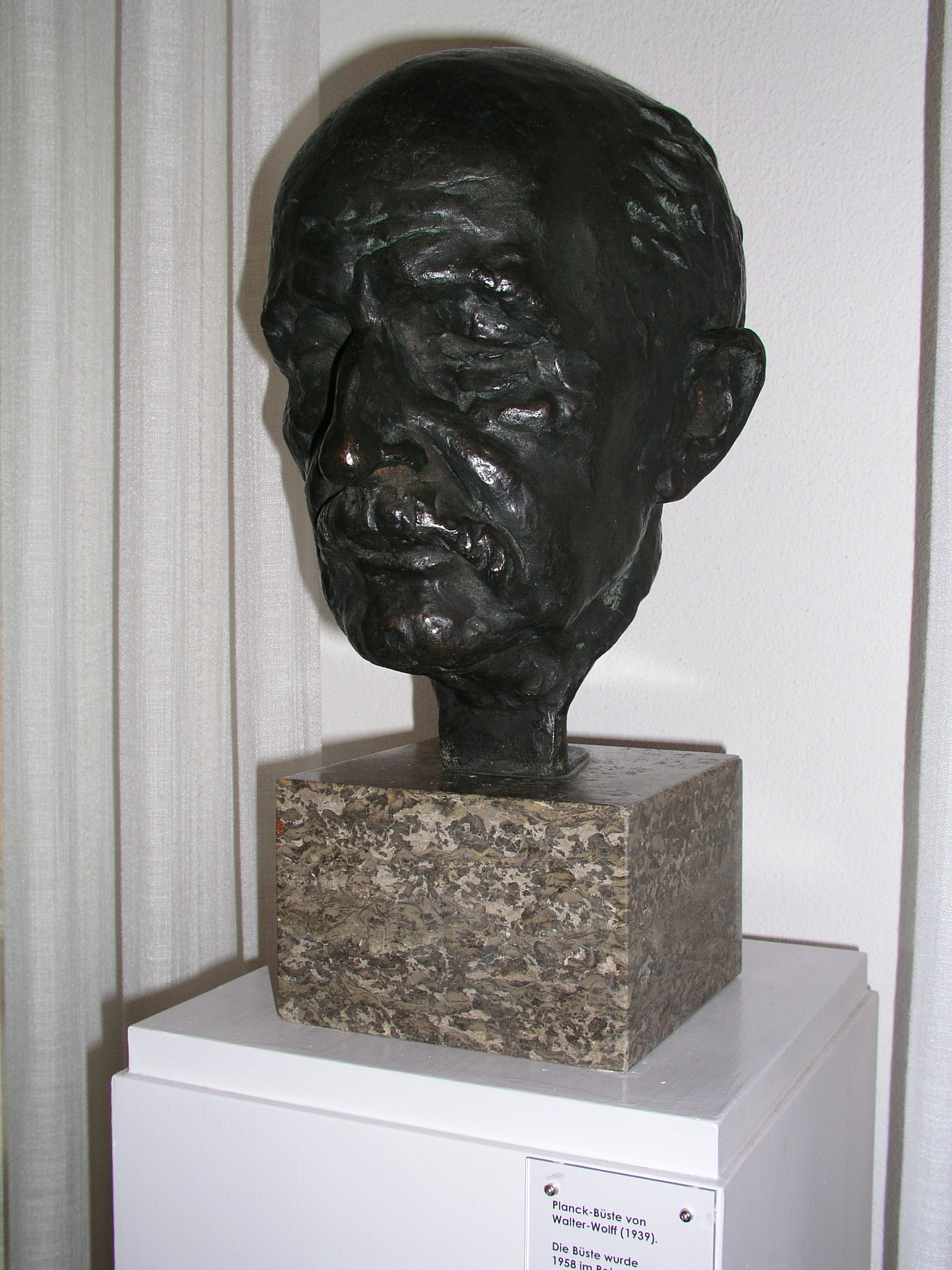
Büste im Magnushaus (1939)
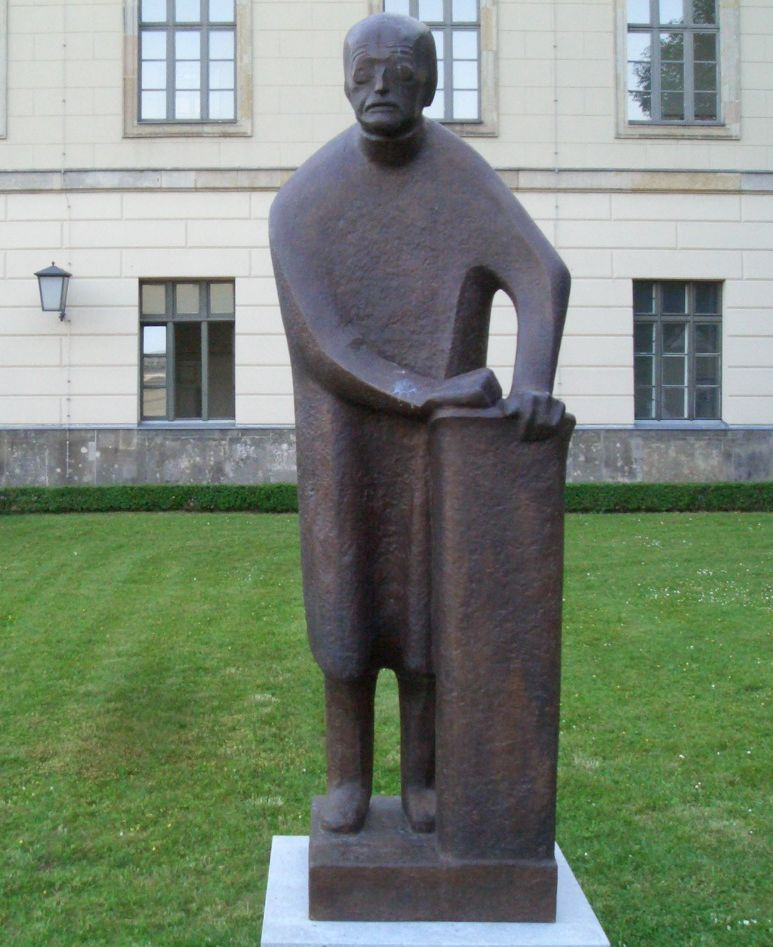
Max-Planck-Denkmal von Bernhard Heiliger (1948/49)
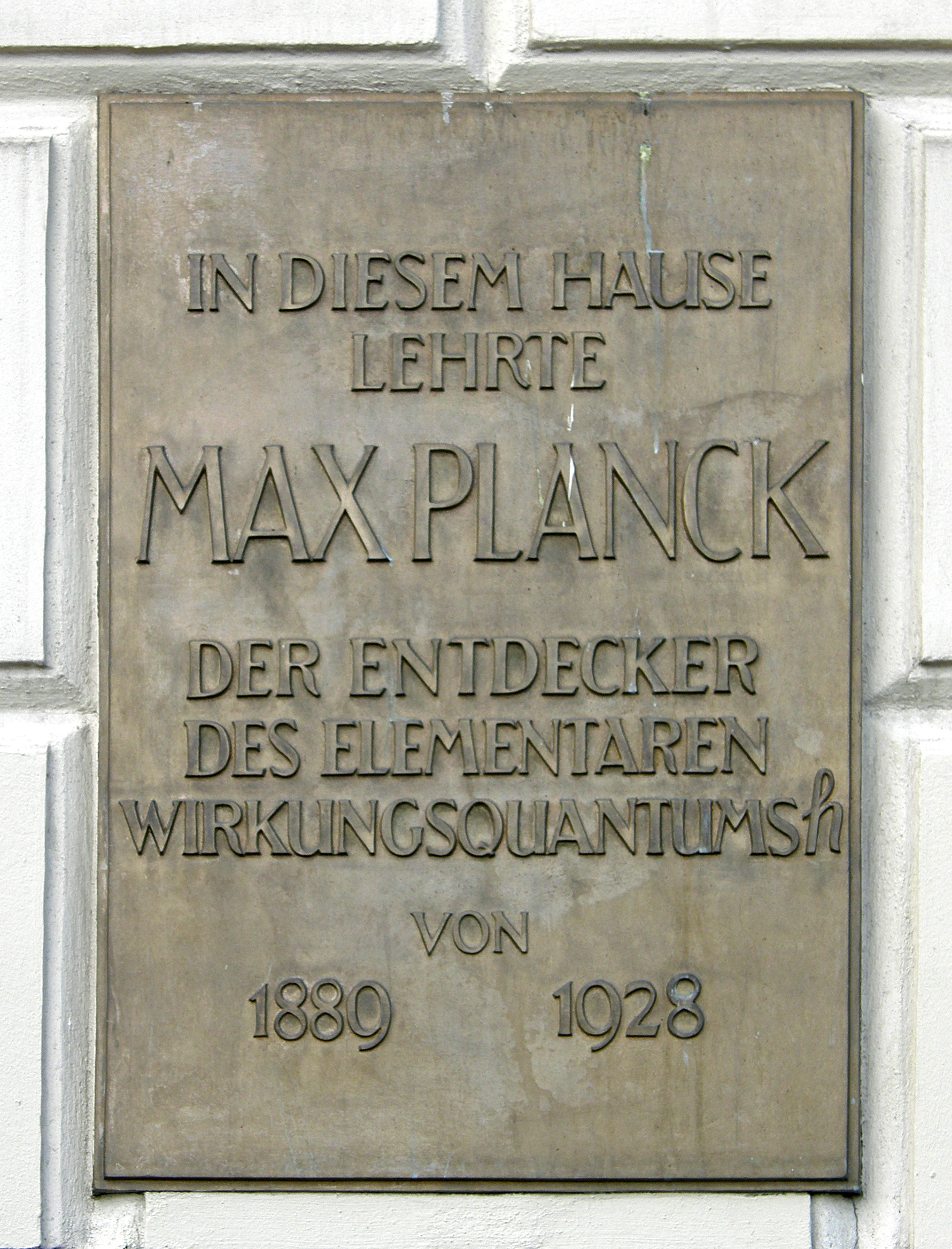
Gedenktafel an der Berliner Humboldt-Universität (1958)
10-Euro-Gedenkmünze zum 150. Geburtstag
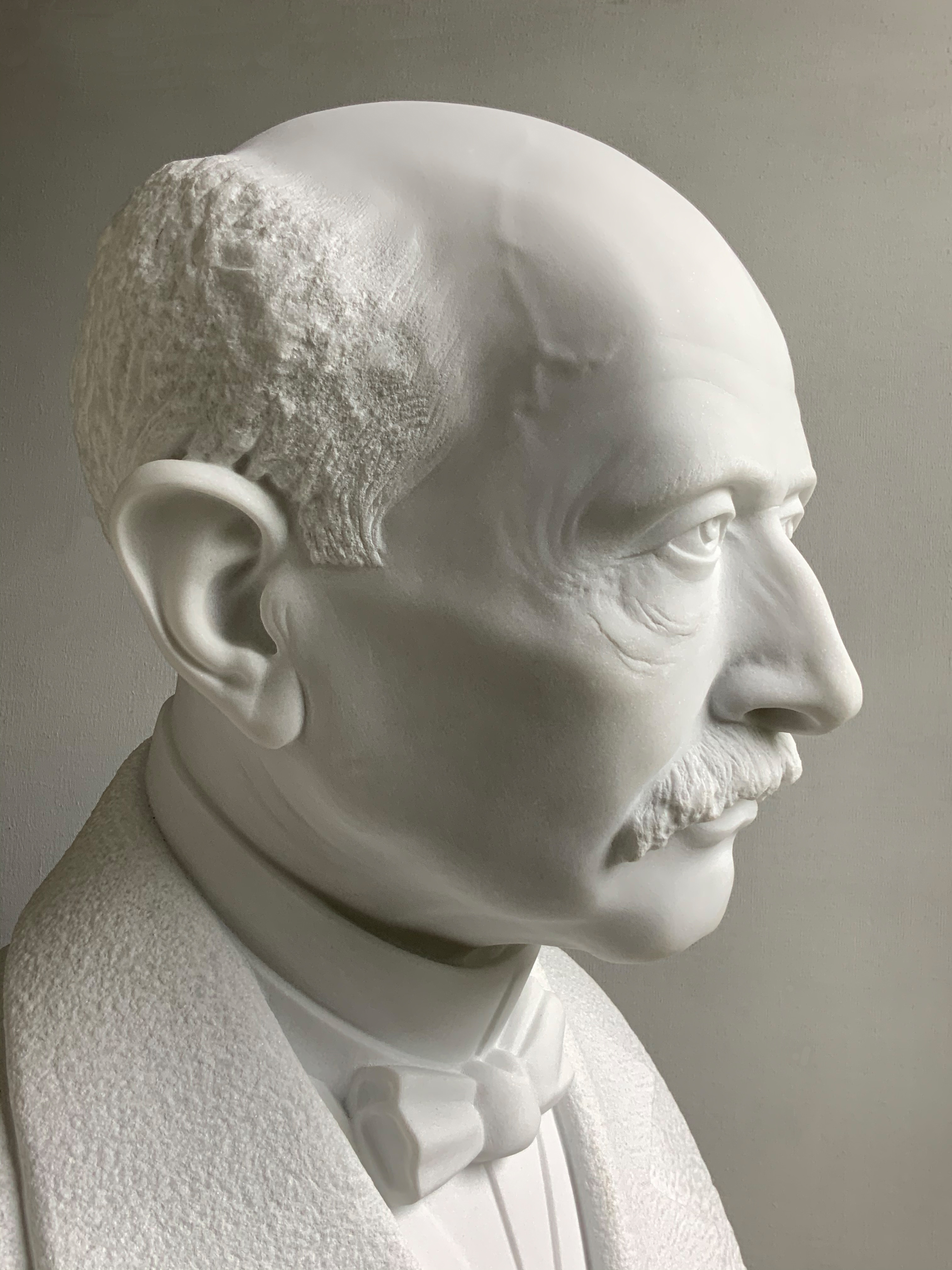
Büste von Johann Brunner in der Walhalla, Donaustauf (2022)

An der Christian-Albrechts-Universität zu Kiel, Fachbereich Theoretische Physik, besteht seit 2014 eine Ausstellung zu Leben und Werk von Max Planck. Im Februar 2019 gründete sich die Initiative Max-Planck-Museum Kiel.

## Werke (Auswahl)

### Schriften und Vorträge
- Über den zweiten Hauptsatz der mechanischen Wärmetheorie. Ackermann, München 1879 (Dissertation).
- Gleichgewichtszustände isotroper Körper in verschiedenen Temperaturen. Ackermann, München 1880 (Habilitationsschrift).
- Vorlesung über die Theorie der Wärmestrahlung. Barth, 2. Auflage 1913.
- Einführung in die allgemeine Mechanik. Hirzel, Leipzig 1916.
- Einführung in die Mechanik deformierbarer Körper. Hirzel, Leipzig 1919.
- Einführung in die Theorie der Elektrizität und des Magnetismus. Hirzel, Leipzig 1922.
- Vorlesungen über Thermodynamik. De Gruyter, 1922, Projekt Gutenberg.
- Die Ableitung der Strahlungsgesetze (1895–1900): Sieben Abhandlungen aus dem Gebiete der elektromagnetischen Strahlungstheorie. Harri Deutsch Verlag; Auflage: 4., erw. Aufl. 2007 (Nachdr. der Ausg. Leipzig, Akad. Verl.-Ges. Geest und Portig, [1923]).
- Das Weltbild der neuen Physik. Vortrag 18. Februar 1929, Physikalisches Institut der Universität Leiden.
- Wege zur physikalischen Erkenntnis. Reden und Vorträge. Hirzel, Leipzig 1933, erw. Aufl.: 1934, 1943 (2 Bde.) und 1944 (digital bei google books); postume erw. 5. Aufl. unter dem Titel Vorträge und Erinnerungen. Hirzel, Stuttgart, 1949 (reprografischer Nachdruck: Wissenschaftliche Buchgesellschaft, Darmstadt, 1965).
- Vom Wesen der Willensfreiheit und andere Vorträge. Herausgegeben von Armin Hermann, Fischer Taschenbuch Verlag, Frankfurt am Main 1990, ISBN 3-596-10472-6. Inhalt: Erinnerungen, zur Geschichte der Auffindung des physikalischen Wirkungsquantums, Prinzip der kleinsten Wirkung, Wesen des Lichts, Kausalgesetz und Willensfreiheit, Ansprache in der Preußischen Akademie der Wissenschaften, Vom Wesen der Willensfreiheit, Religion und Naturwissenschaft, Determinismus oder Indeterminismus, Scheinprobleme der Wissenschaft, Sinn und Grenzen der exakten Wissenschaft.
- Vorträge, Reden, Erinnerungen. Herausgeber Armin Hermann, Hans Roos, Springer 2001 (basierend auf der Ausgabe Vorträge und Erinnerungen. 5. Auflage, Hirzel, 1949).

### Zeitschriftenartikel
- Über eine Verbesserung der Wienschen Spektralgleichung. In: Verhandl. Dtsch. Phys. Ges. Band 2, 1900, S. 202–204 (Textarchiv – Internet Archive).
- Zur Theorie des Gesetzes der Energieverteilung im Normalspektrum. In: Verhandl. Dtsch. Phys. Ges. Band 2, 1900, S. 237–245 (Textarchiv – Internet Archive).
- Über das Gesetz der Energieverteilung im Normalspektrum. In: Ann. Phys. Band 4, Nr. 3, 1901, S. 553–563, doi:10.1002/andp.19013090310 (wiley.com [PDF; abgerufen am 20. Januar 2018]).

### Biografien
- Hans Hartmann: Max Planck als Mensch und Denker. Siegismund, Berlin 1938 (2. überarbeitete Auflage bei Hirzel, Leipzig 1948, 3. neubearbeitete Auflage bei Ott, Basel 1953, Ungekürzte Neuauflage als Taschenbuch bei Ullstein, Frankfurt 1964).
- Max Planck: Wissenschaftliche Selbstbiographie: Mit einem Bildnis und der von Max von Laue gehaltenen Traueransprache. Barth, Leipzig 1948.
- Wolfgang Gerlach: Die Quantentheorie: Max Planck, sein Werk und seine Wirkung. Universitätsverlag, Bonn 1948.
- Armin Hermann: Max Planck: mit Selbstzeugnissen und Bilddokumenten. Rowohlt, Reinbek 1973, ISBN 3-499-50198-8 (8. Auflage 2005).
- John Lewis Heilbron: The Dilemmas of an Upright Man: Max Planck and the fortunes of German science. University of California Press, Berkeley 1986, mit Literaturverzeichnis (erweiterte Ausgabe bei Harvard University Press, Cambridge 2000, ISBN 0-674-00439-6).
  - In deutscher Übersetzung: John Lewis Heilbron: Max Planck: Ein Leben für die Wissenschaft 1858–1947. Aus dem Amerikanischen von Norma von Ragenfeld-Feldmann, Hirzel, Stuttgart 1988, ISBN 3-7776-0392-9. (2. korrigierte und ergänzte Auflage bei Hirzel, Stuttgart 2006, ISBN 3-7776-1438-6).
- Brieftagebuch zwischen Max Planck, Carl Runge, Bernhard Karsten und Adolf Leopold. Herausgegeben, eingeleitet und kommentiert von Klaus Hentschel und Renate Tobies. ERS-Verlag, Berlin 1999 (zweite, erweiterte Auflage 2003).
- Ernst Peter Fischer: Der Physiker. Max Planck und das Zerfallen der Welt. Siedler, München 2007, ISBN 978-3-88680-837-3.
- Dieter Hoffmann: Max Planck. Die Entstehung der modernen Physik. Verlag C.H. Beck, München 2008, ISBN 978-3-406-56242-6.
- Dieter Hoffmann: Planck, Max. In: Neue Deutsche Biographie (NDB). Band 20, Duncker & Humblot, Berlin 2001, ISBN 3-428-00201-6, S. 497 (Digitalisat).

### Weiterführende Literatur
- Dieter Hoffmann (Hrsg.): Max Planck und die moderne Physik. Springer, Berlin 2010, ISBN 978-3-540-87844-5 (Aufsatzsammlung, mit Literaturverzeichnis).
- Jules Leveugle: La Relativité, Poincaré et Einstein, Planck, Hilbert: Histoire véridique de la Théorie de la Relativité. L’Harmattan, Paris 2004, ISBN 2-7475-6862-8 (Taschenbuch).
- Astrid von Pufendorf: Die Plancks. Eine Familie zwischen Patriotismus und Widerstand. Propyläen, Berlin 2006, ISBN 3-549-07277-5.
- Heinrich Vogel: Zum philosophischen Wirken Max Plancks. Akad.-Verlag, Berlin 1961.

### Ansprachen und Gedenkschriften
- Emil Warburg, Max von Laue, Arnold Sommerfeld, Albert Einstein, Max Planck: Zu Max Plancks sechzigstem Geburtstag: Ansprachen. Karlsruhe 1918 (mit Erinnerungen von Max Planck).
- Deutsche Akademie der Wissenschaften: Max Planck zum Gedenken. Berlin 1958.
- Kockel, Macke, Papapetrou: Max-Planck-Festschrift 1958. Berlin 1959.
- Eugen Hintsches, Dieter Hoffmann: Max Planck: Vorträge und Ausstellung zum 50. Todestag. Herausgegeben von der Max-Planck-Gesellschaft zur Förderung der Wissenschaften, Pressereferat, München 1997.